# Крузенштерн, Иван Фёдорович
Ива́н Фёдорович Крузенште́рн, А́дам Ио́ганн фон Кру́зенштерн (нем. Adam Johann von Krusenstern; 8 (19) ноября 1770 — 12 (24) августа 1846) — русский мореплаватель, возглавлявший в 1803—1806 годах первое русское кругосветное плавание. Адмирал (1841), состоящий при особе Его Императорского величества (1842).
Происходил из остзейских дворян. Из-за русско-шведской войны в 1787 году был досрочно выпущен из Морского кадетского корпуса, служил под началом Г. И. Муловского. В 1793—1799 годах вместе с Ю. Лисянским находился в длительной стажировке на британском военном флоте, посетил США (где, по некоторым сведениям, побывал на приёме у Джорджа Вашингтона), Барбадос, Нидерландскую Гвиану, Бермудские острова, Калькутту и Кантон. В 1799 году впервые разработал проект развития торговли Русской Америки с Китаем и отправки кругосветной экспедиции, который был проигнорирован властями. В 1803 году новый вариант проекта заинтересовал Александра I, и Крузенштерн был назначен начальником первой русской кругосветной экспедиции. Поскольку экспедиция предназначалась для развития Российско-Американской компании и ею же финансировалась, в ходе плавания у него возник конфликт с её представителем — послом в Японию Н. П. Резановым. После успешного окончания экспедиции Крузенштерн получил множество наград и право на издание описания путешествия за казённый счёт; оно вышло в трёх томах в 1809—1813 годах на немецком и русском языках и сразу было переведено ещё на семь языков. В 1816 году избран членом Шведской королевской академии наук (кресло № 218).
В 1811 году Крузенштерн был назначен инспектором классов Морского кадетского корпуса. В 1814 году стал основным автором научной инструкции для готовящейся экспедиции Коцебу, для закупки научного оборудования был командирован в Великобританию. Далее получил отпуск для подготовки фундаментального «Атласа Южного моря» (1823—1826, с трёхтомным исследованием и дополнением 1835—1836); в 1836 году удостоен за это исследование Демидовской премии. В 1827 году вернулся на службу и был назначен директором Морского кадетского корпуса и членом Адмиралтейств-совета, на этом посту провёл 16 лет. Последнее заграничное путешествие — в Германию — совершил в 1840 году. Похоронен в Домском соборе Таллина.

## Происхождение, ранние годы (1770—1784)

Портрет Филипа фон Крузенштерна из книги «Древности Российского государства»

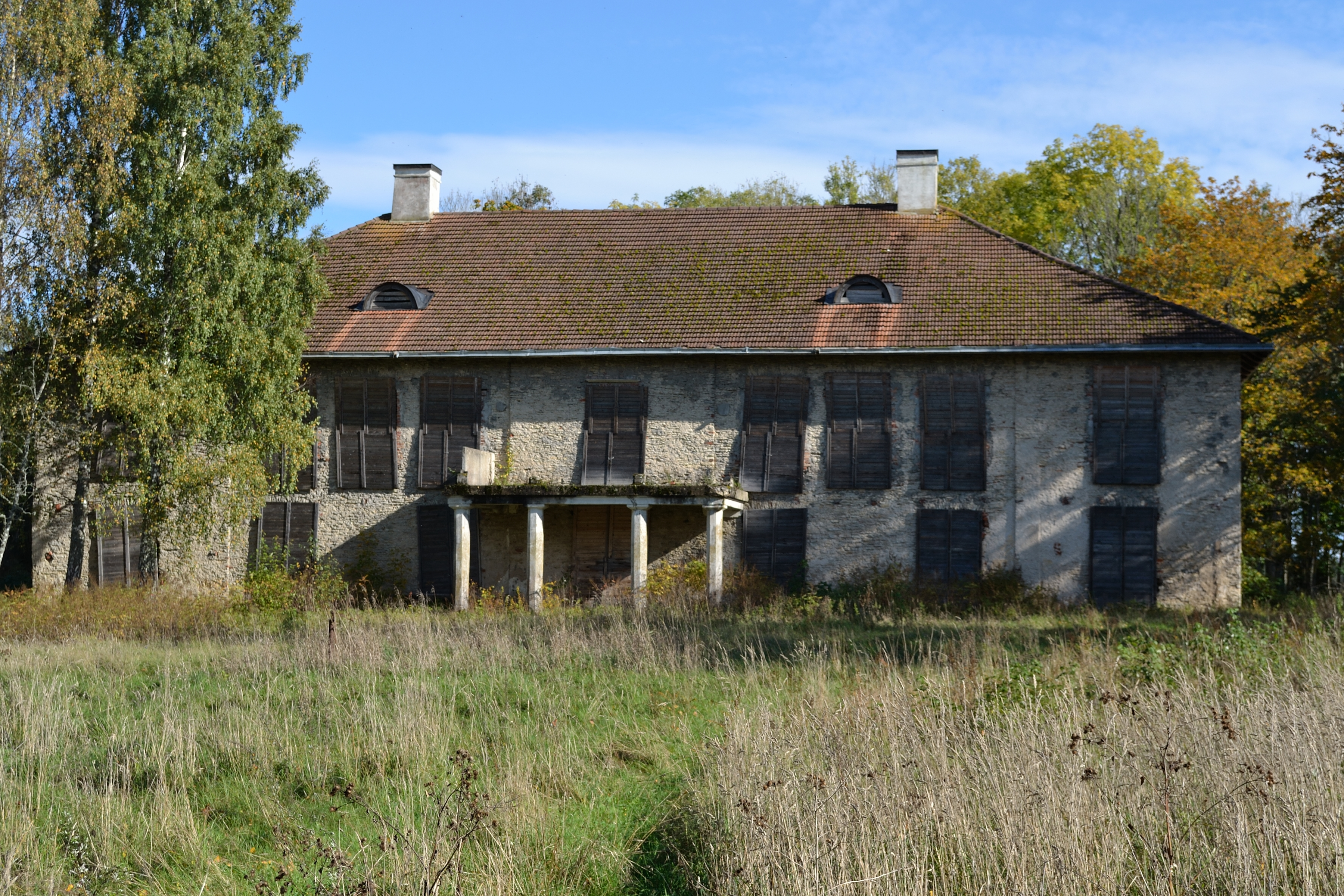
Усадебный дом Крузенштернов в Хагуди. Фото 2011 года

Основателем рода Крузенштернов был Филипп Крузиус (Philip Crusius), который родился в 1597 году в Айслебене; в его семье были лютеранские священники. Занявшись торговлей с Эстляндией, он потерпел кораблекрушение, но ему оказал поддержку ревельский советник Мюллен. Согласно семейному преданию, в 1630-е годы Крузиус исполнял дипломатические обязанности: был голштинским резидентом в Эстляндии, посылался в миссии к царю Михаилу Фёдоровичу и в Персию. В 1644 году Ф. Крузиус принял шведское подданство; 9 марта 1649 года датирован указ королевы Христины о возведении его в дворянское достоинство под фамилией von Krusenstiern с присвоением личного герба. В 1659 году он приобрёл имение Хаггуд (Хагуди), которое считалось одним из самых малых и бедных в Эстляндии. К концу своей жизни (в 1676 году) он дослужился до асессора Ревельского бург-герихта и даже был шведским наместником Эстляндии; прославился уточнением книги эстляндского дворянства и земельного кадастра. Его сын и наследник Эверт Филипп состоял офицером на шведской службе и во время Северной войны попал в русский плен, пробыв в России (в том числе в Сибири) около 22 лет. Вернувшись в разорённую Эстляндию, ставшую с 1721 года российской губернией, он женился в зрелых летах и посвятил свою жизнь восстановлению родового имения. Его старший сын — отец будущего мореплавателя — Иоганн Фридрих (1724—1791) был женат на Христине Фредерике фон Толь (1730—1804), на средства от приданого которой был построен каменный особняк. Адам Иоганн оказался младшим из восьми детей, особенно близкие отношения его связывали с братом Карлом Фридрихом (1769—1847), бывшим на год его старше. Именно Карл фон Крузенштерн унаследовал родовое имение и имел в двух браках как минимум 22 ребёнка, причём 15 из них, включая девятерых сыновей, дожили до совершенных лет и состоялись в жизни.
У рода Крузенштернов имелась и шведская ветвь. Это были потомки брата Эверта Филиппа, полковника Адольфа Фридриха, переселившиеся в Швецию. Сын Адольфа Фридриха Маврикий Адольф фон Крусеншерна (1707—1794) дослужился до адмирала и члена Государственного Совета в Стокгольме. Внук — Себастьян фон Крусеншерна (1760—1836), дослужившийся до флотского полковника, участвовал в русско-шведской войне 1788—1790 годов, при этом его русский родственник Иван Фёдорович воевал на противоположной стороне. В той же войне участвовал сводный брат Себастьяна — полковник Мориц Соломон фон Крусеншерна (1746—1810), который совершил ряд путешествий в Ост-Индию и Китай, а затем участвовал в Гогландском сражении, в котором с противоположной стороны участвовал Иван Крузенштерн. Вместе с Морицем Соломоном в сражении участвовали его родственники Мориц Петер и Фредерик Вильгельм.
Эстляндское имение Крузенштернов не было процветающим: отец семейства был вынужден наниматься для управления другими поместьями. В середине 1770-х годов Иоганн Фридрих дважды избирался уездным манн-герихтом (мировым судьёй) и дважды дворянское собрание освобождало его от этой должности как разорительной. До 12-летнего возраста Адам Иоганн воспитывался дома, причём отец, несмотря на малые доходы, не экономил на образовании: детям нанимали учителей — как правило, бедных студентов-богословов из Германии. Домашний учитель Георг Фридрих фон Кальм из Брауншвейга женился на дочери Иоганна Крузенштерна — Елене. Наняли и француженку-гувернантку, поскольку французский язык в век Просвещения являлся престижным языком высшей культуры. Братьев Карла и Адама в 1782 году одновременно отдали в дворянскую Домскую школу при соборе в Ревеле, в которой они проучились два года.

## Кадетский корпус, военная служба и иностранная стажировка (1784—1799)

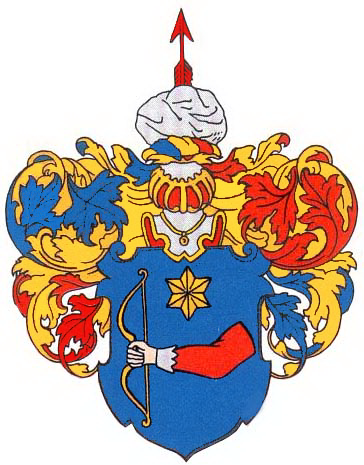
Герб рода Крузенштернов

### Кронштадт
Для младших сыновей немецкого дворянства военная служба была естественным жизненным выбором, по сути, сводившимся к избранию рода войск. Карл фон Крузенштерн в 1784 году был принят в Императорский Пажеский корпус. Поступление Адама в Морской кадетский корпус (в январе 1785 года) было для того времени необычным, поскольку выходцы из Прибалтики в XVIII веке практически не были там представлены; Крузенштерн, возможно, был единственным остзейским немцем, обучающимся в Морском корпусе в это время. Само по себе обучение в заведении военно-морского флота было более тяжёлым, а карьерные перспективы — более проблематичными, и это положение существовало не только в России. После пожара 1771 года помещения Морского кадетского корпуса были перенесены в Кронштадт, в так называемый «Итальянский дворец», в котором учебное заведение осталось на долгие годы. Из-за занятости начальник корпуса — адмирал Голенищев-Кутузов — остался в Петербурге и появлялся в Кронштадте наездами. Из-за этого страдало обучение и воспитание кадетов, а условия их жизни были спартанскими. Зять Крузенштерна Бернарди описывал впоследствии с его слов, что здание плохо отапливалось, было много разбитых окон, кадетов плохо кормили, редко меняли носильное и постельное бельё. В отношениях господствовала грубость, наставники чаще всего обращались к воспитанникам по кличкам. Существовала и «дедовщина»: повседневная жизнь регулировалась старшими кадетами, отобранными из гардемаринов; более того, у каждого гардемарина был «адъютант» из младших воспитанников, обязанный ему служить и молчаливо сносить попрёки и побои; взамен старший обязан был помогать младшему в выполнении учебных заданий. Занятия делились на два блока: утренний (с 7 до 11 часов), включающий математику и навигацию, и вечерний (с 14 до 18 часов), посвящённый иностранным языкам. По субботам вместо вечерних занятий был разбор недельных успехов воспитанников, сообразно которым назначались взыскания и телесные наказания.
Когда Адам Иоганн фон Крузенштерн поступил в Морской кадетский корпус, он был двумя годами старше большинства однокашников; вероятно, его меньше задирали. В это же время он русифицировал своё имя и с тех пор именовался «Иван Фёдорович». Главным его товарищем стал Юрий Лисянский, который был младше по возрасту, но поступил в корпус двумя годами ранее. По его воспоминаниям, Крузенштерн был «сосредоточенным, серьёзным, замкнутым, неразговорчивым, чопорным» и редко проводил досуг в компании товарищей. В дневнике Лисянского сохранилась запись об их знакомстве во время учебного плавания: деля общую каюту, Юрий обнаружил на постели Адама книгу об экспедиции Беринга. Книги вообще были редкостью у кадетов. Сам Лисянский пользовался доверием одного из учителей, который делился с ним книгами из своей личной библиотеки. Иван Крузенштерн тогда сказал, что кончине Беринга можно только позавидовать, и что сам он рассчитывал посетить могилу мореплавателя.

### Военная служба

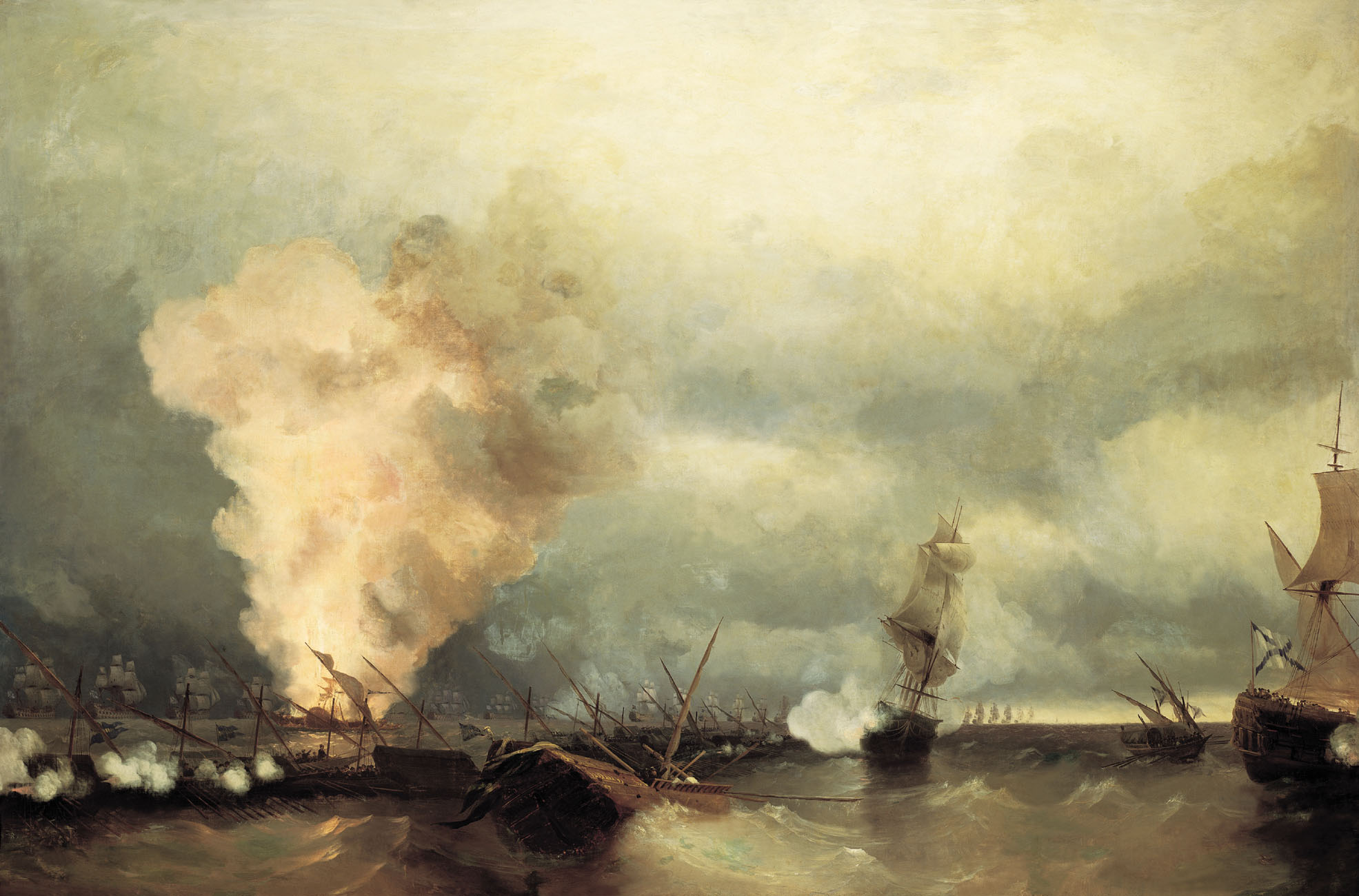
Иван Айвазовский. Морское сражение при Выборге, 1846

Обучение в кадетском корпусе продлилось для Ивана Крузенштерна три с половиной года из шести положенных: в мае 1787 года 142 кадета были досрочно произведены в гардемарины из-за начавшейся русско-турецкой войны, которая далее на Балтике перешла в войну со Швецией. Вскоре Иван был произведён в мичманы и назначен на 74-пушечный корабль «Мстислав» под начало Г. И. Муловского, который к октябрю 1787 года полностью подготовил кругосветное плавание. По косвенным данным можно предположить, что Крузенштерн вызвал интерес Муловского и имел возможность обсуждать с ним практические вопросы проведения дальних океанских плаваний.
10 июля 1788 года Кронштадтская эскадра вышла в море, но из-за тихой погоды сильно растянулась. 17 июля состоялось Гогландское сражение, в котором «Мстислав» получил серьёзные повреждения. 17-летний Иван Крузенштерн командовал в бою расчётом одного из носовых орудий, а далее командир поставил его разносить поручения по разным боевым частям. Во второй половине 1788 года боестолкновений почти не было, для части флота базой был назначен Ревель, что позволило Крузенштерну бывать дома. Ровно через год после своего первого сражения (17 июля 1789 года), Иван Фёдорович участвовал в Эландском бою; в этот раз командир Муловский был убит пушечным ядром у него на глазах. Командование линейным кораблём далее принял Отто фон Эссен. 13 мая 1790 года состоялось Ревельское сражение, благодаря которому русским удалось заблокировать шведский флот в Выборге. Крузенштерн участвовал в морских боях при Красной Горке и Выборгской бухте. 3 июля 19-летнего мичмана Крузенштерна отрядили доставить с неприятельского судна адмирала Лейонанкера с флагом. За боевые заслуги Иван Фёдорович был произведён в лейтенанты.
1791 и 1792 годы Крузенштерн провёл в Ревеле и Кронштадте по делам службы; «Мстислав» отстаивался в порту, нуждаясь в серьёзном ремонте. Служба давала достаточно свободного времени для самообразования, в том числе доведения до совершенства английского и французского языков; Крузенштерн также занялся латынью, которой пренебрегал в Домской школе, и даже заявил впоследствии, что «в Англии вообще нельзя претендовать на образованность, не зная латыни». Одновременно Иван Фёдорович усердно занимался астрономией и географией. Из сослуживцев он поддерживал отношения с Ю. Лисянским и Якобом Берингом — внуком мореплавателя. 30 августа 1791 года скончался отец — Иоганн Фридрих фон Крузенштерн, который так не смог стать состоятельным и был вынужден заложить родовое поместье Хаггуд сроком на 10 лет. Старший из братьев — Карл — успешно воевал на турецком фронте и должен был унаследовать поместье. Основную финансовую поддержку Иван Крузенштерн получал от дяди Карла Адольфа, разбогатевшего на сделках с недвижимостью.

### Иностранная стажировка

#### Великобритания и Северная Америка

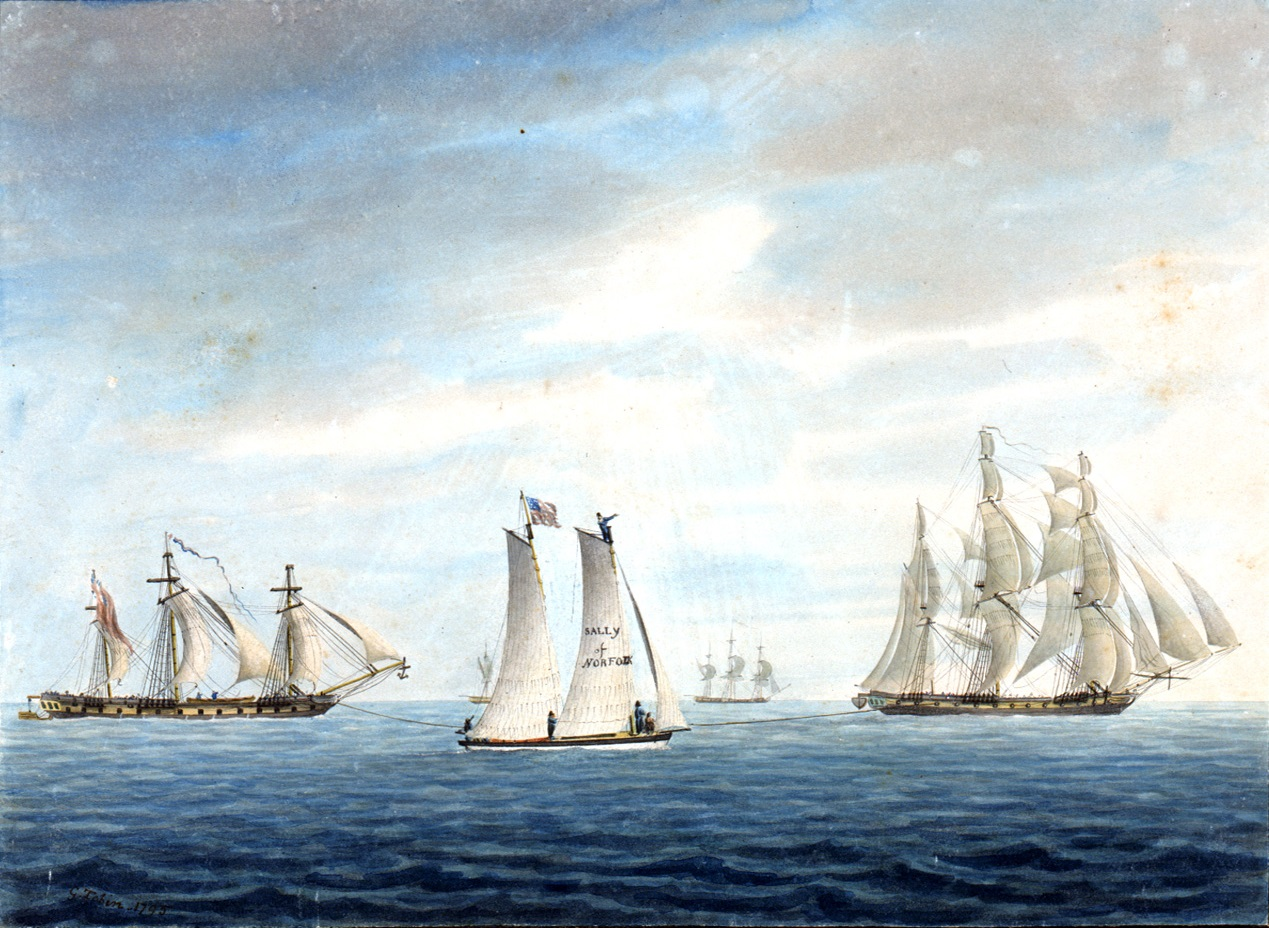
Британские суда в Чесапикском заливе 31 декабря 1794 года. «Клеопатра» буксирует повреждённую «Фетиду» (слева), между ними лоцманский бот. Акварель Тобин, Джордж (морской офицер), Национальный морской музей

В марте 1793 года было возобновлено действие русско-английского договора, по которому предусматривалось обучение русских офицеров на судах Королевского военно-морского флота. Первоначально была предусмотрена отправка 12 стажёров, но затем группа была расширена до 16 человек. В их число входила спаянная группа четырёх друзей: 23-летний Крузенштерн, амбиции которого неизмеримо выросли, Юрий Лисянский, Якоб Беринг и молодой офицер Баскаков. Они отправились из Кронштадта 1 ноября 1793 года на судне Fanny of London, причём от Гельсингфорса торговые корабли организовались в конвой, который 19 ноября благополучно прибыл в Гулль. Молодых офицеров удивили строгий таможенный досмотр и пошлина в 4 гинеи (около 40 тогдашних рублей) за их скромный багаж. Из-за высоких цен на постой стажёры отправились в Лондон, куда прибыли дилижансом за четыре дня (22—26 ноября). В столице они были приняты российским послом графом С. Р. Воронцовым, который сообщил, что у стажёров есть пять месяцев для знакомства с английским языком, страной и населением. Крузенштерн, будучи европейцем по воспитанию и лучше владея языком, смог приобрести полезные знакомства и был принят в свете. У него появилась возможность выбирать место службы; 4 мая 1794 года Крузенштерн отправился в Портсмут на фрегат Thetis под командованием капитана Кокрейна; на борту находился его племянник — будущий адмирал. Выйдя 21 мая в море, 13 июля фрегат достиг берегов Канады. Основной задачей была каперская охота за французскими военными судами вплоть до Карибского моря; Крузенштерн единственный на борту свободно владел французским языком и за счёт призовых денег накопил 100 фунтов стерлингов, которые раздал рядовым матросам. Судя по его дальнейшему поведению на английской и русской службе — это было осознанным проявлением черт характера.
Из-за того, что фрегат сел на мель в конце 1794 года и стал на длительный ремонт, Крузенштерн решил познакомиться с жизнью США. Судя по дневниковой записи Джона Куинси Адамса от 3 мая 1810 года, в Филадельфии Крузенштерн встречался с президентом Джорджем Вашингтоном и эта встреча произвела впечатление на обоих. Впрочем, других свидетельств их общения не существует. По свидетельству его зятя и дочери, Крузенштерн побывал также на Барбадосе, в Нидерландской Гвиане и на Бермудских островах. 12 сентября 1796 года на борту фрегата Cleopatra Крузенштерн и Лисянский отправились обратно в Англию, рассчитывая совершить длительное плавание в Азию. У ирландских берегов фрегат встретил французский линейный корабль, но сражения не состоялось; в январе 1797 года русские моряки благополучно прибыли в метрополию. Однако, несмотря на покровительство посла Воронцова, не удавалось устроиться на службу в Индию. 16 марта 1797 года Крузенштерн, Лисянский и Баскаков (Беринг к тому времени скончался от болезни) нанялись на конвой Ост-Индской компании до Кейптауна, рассчитывая на недобор экипажей и дальнейший наём. Действительно, в Южной Африке Лисянского назначили на трофейный французский фрегат Oiseau, однако он под благовидным предлогом отказался, и Крузенштерн занял его место. На этом их пути надолго разошлись: Лисянский всё-таки посетил Индию в 1799 году, но не встречался со старшим товарищем.

#### Индия и Китай

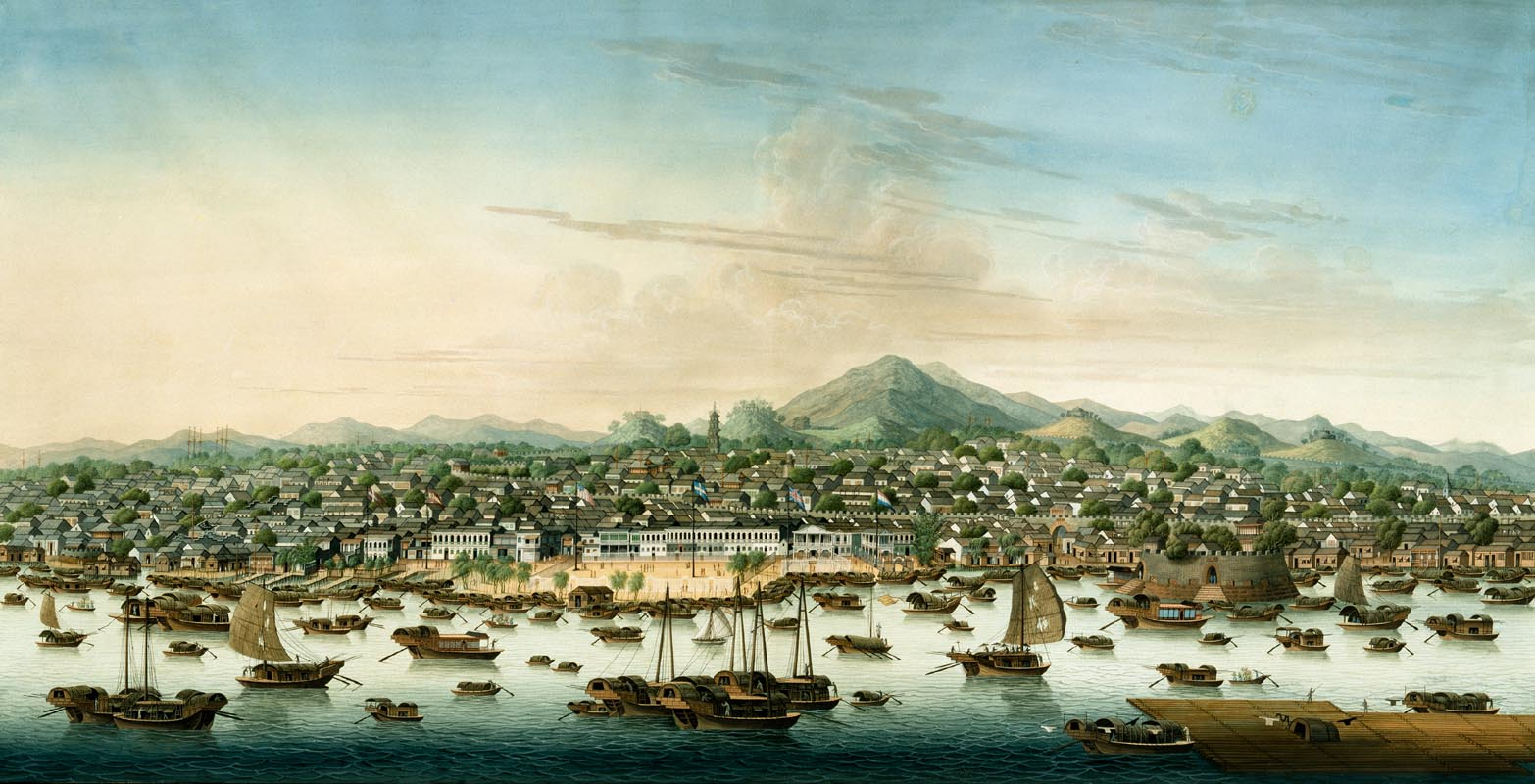
Вид Кантона около 1800 года

После прибытия в Калькутту выяснилось, что Oiseau сильно повреждён: после посадки на рифы в Африке, в пробоине застряла коралловая глыба, которая чудом продержалась на месте до введения судна в док. Иван Фёдорович три месяца прослужил на другом фрегате в Бенгальском заливе; поскольку он никогда не вёл дневников, а письма писал скупо, об этом периоде его жизни сохранилось мало свидетельств. Известно, однако, что в Калькутте у Крузенштерна состоялось два знакомства с соотечественниками, которые определили его дальнейшие интересы. Во-первых, он общался с Герасимом Лебедевым, видным знатоком Индии, прожившим в Бенгалии много лет, и, во-вторых, со своим земляком — ревельским купцом Торклером, который совершил на принадлежавших ему иностранных (в частности, французских) кораблях несколько кругосветных и полукругосветных экспедиций до Камчатки и Аляски. Иван Фёдорович пришёл к выводу, что российская торговля со странами Востока должна осуществляться морским путём, в значительно бо́льших масштабах, чем это предполагалось ранее.
Из Индии Иван Фёдорович очень хотел проехать в Китай, но капитан Линдси ему категорически отказал. Однако в Пинанге плохо отремонтированный Oiseau надолго стал, и Крузенштерн всё-таки получил отпуск. В Малакке он слёг на два месяца в тяжёлой лихорадке, но сумел оправиться и благодаря английским друзьям всё-таки добрался до Макао. Здесь он в первую очередь наблюдал за состоянием торговли и стал свидетелем прибытия американского 100-тонного брига с Аляски, который привёз большой груз мехов стоимостью в 50 000 пиастров. Путешествие заняло около 5 месяцев, тогда как добываемые в Северной Америке русские меха зачастую доставлялись к китайской границе в течение двух лет и получаемая 600-кратная наценка не компенсировала опасности для жизни и здоровья предпринимателя. Возвращаясь в Англию на торговом судне Bombay Castle (по приглашению его капитана Гамильтона), Крузенштерн оформил свои мысли в целостный проект снабжения российских колоний на Камчатке и Аляске морским путём из Петербурга с перепродажей мехов в портах Китая. «Записка», оформленная на французском языке, предназначалась П. А. Соймонову. Следствием новой торговой схемы, по мысли Крузенштерна, должно было стать освобождение от посредников и конкуренция России с Англией, Голландией и Португалией. Для этого следовало непрерывно осуществлять кругосветные плавания и резко расширить набор в Морской корпус, сделав его доступным не только для дворян.
Прибыв осенью 1799 года через Кейптаун и остров Святой Елены в Англию, Крузенштерн узнал, что новым императором Павлом I дан через Адмиралтейств-коллегию приказ о возвращении всех русских морских офицеров, проходивших службу в английском флоте. Он также был повышен в чине до капитан-лейтенанта со старшинством с 27 марта 1798 года. В октябре 1799 года Крузенштерн вернулся в Петербург, пробыв в британском флоте почти шесть лет.

## Кругосветная экспедиция: до и после (1800—1809)

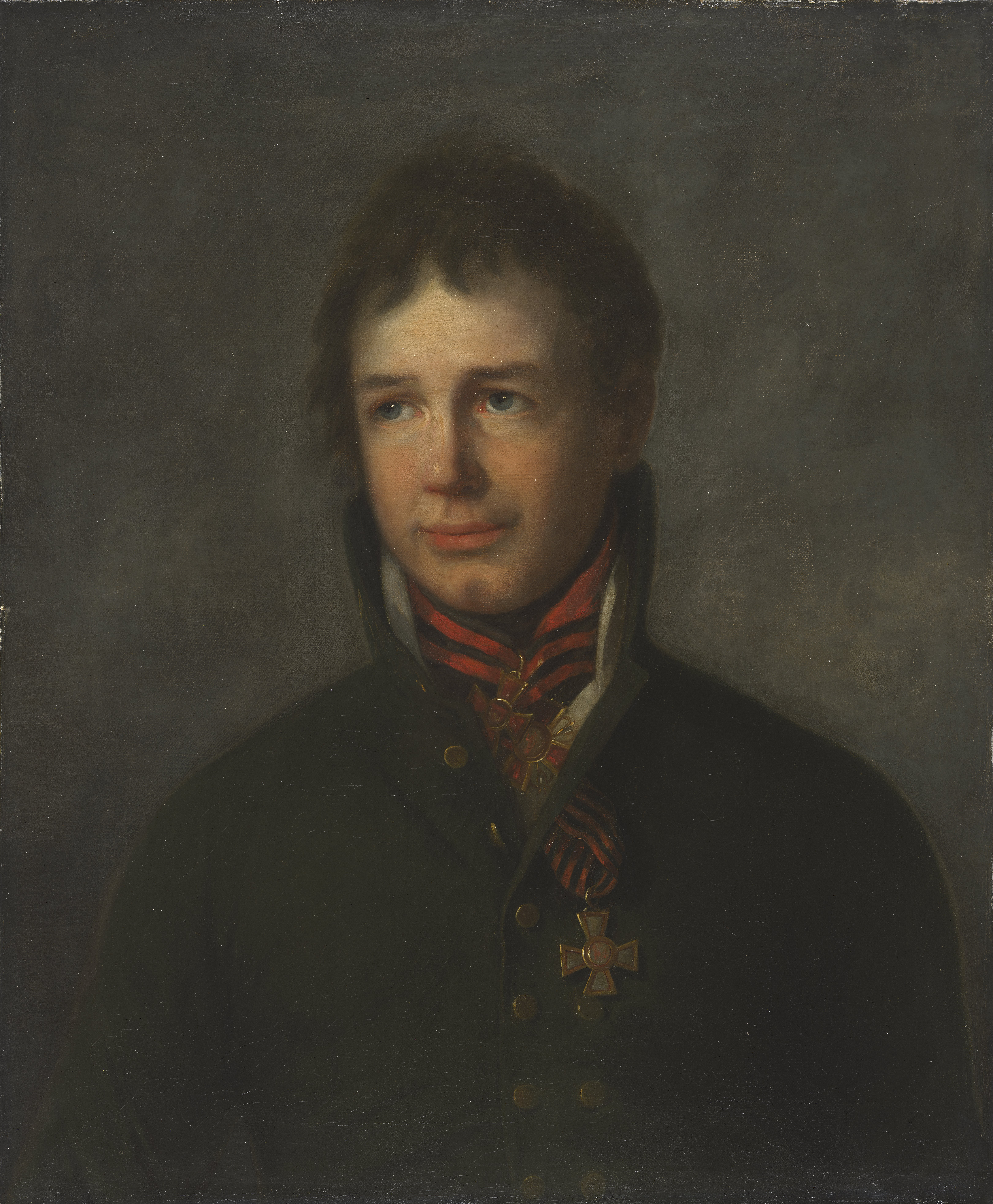
Вейч, Фридрих Георг. Портрет И. Ф. Крузенштерна. Ок. 1808; Zentralbibliothek Zürich

### Ожидание. Женитьба (1800—1802)
После прибытия стажёров в Петербург оказалось, что возвращение их диктовалось сугубо политическими мотивами: разворотом политики Павла I в сторону наполеоновской Франции. Императора мало интересовала судьба офицеров, в частности, Крузенштерна назначили командиром куттера «Нептун» (о чём он сообщал адмиралу де Рибасу в послании от 5 декабря 1800 года), а в 1801 году он командовал фрегатом «Нарва». Служба, в основном, проходила в Ревеле, но оставляла достаточно времени и средств, чтобы ездить в столицу и продвигать свои проекты. Большие надежды Крузенштерн возлагал на Г. Г. Кушелева, назначенного вице-президентом Адмиралтейств-коллегии; однако президент Коммерц-коллегии П. А. Соймонов воспретил капитан-лейтенанту лично хлопотать в Петербурге. В 1800 году пришёл отказ и от графа Кушелева.
Неопределённость побудила Крузенштерна к заботе о себе: в случае окончательного расстройства планов он собирался осесть в Ревеле, нанявшись учителем географии в Домской школе. Альтернативой была жизнь в поместье. Кроме того, капитан стал подыскивать невесту. Его выбор пал на Юлиану Шарлотту фон Таубе (Juliane Charlotte von Taube, 1784—1849), мать которой умерла родами, а отец Отто Рейнгольд фон Таубе — арендатор уездного имения — скончался 1798 году; девушка жила на попечении старшего брата Отто Генриха в его имении Ерваканте. Юлиана получила отличное образование и даже разбиралась в философии Канта, брат считал подходящей для неё партией только землевладельца. Сохранилась переписка Адама и Юлианы, начавшаяся 18 сентября 1800 года. Венчание состоялось 14 сентября 1801 года в Ерваканте. Примерно в это же время брат Крузенштерна Карл окончательно осел в Эстляндии и принял имение Хаггуд, уже свободное от долговых обязательств. 16 августа 1802 года родился первенец Адама Иоганна — Николай Отто Леонард (по-русски Николай Иванович).
Новая возможность продвигать свой план представилась Ивану Фёдоровичу в александровское царствование. Проект Крузенштерна был подан в период участия России во второй и третьей антифранцузских коалициях, когда государство остро нуждалось в средствах. Неудивительно, что и в 1802 году основатели Комитета для образования флота — канцлер А. Р. Воронцов и контр-адмирал П. В. Чичагов, — считая приоритетным развитие сухопутных войск, резко возражали против отправления экспедиции. Сущность плана осталась прежней. Рукопись Крузенштерна в 26 листов с оборотом на русском языке была датирована 1 января 1802 года и попала к вице-президенту Адмиралтейств-коллегии Н. С. Мордвинову как раз во время разработки проекта морской экспедиции на Камчатку. Крузенштерн поставил на первое место коммерческие интересы России, «из которых страна была исключена „по собственному нерадению“». Поэтому он предлагал всемерную государственную поддержку крупного частного предпринимательства для развития судоходства на Тихом океане, опираясь на порты в Северо-Западной Америке и на Камчатке. Это позволяло ослабить позиции Англии и США в меховой торговле и усилить позиции России в Китае и Японии. Полученные на Дальнем Востоке товары доставлялись бы при этом в Петербург морем, а не через Кяхту. В перспективе это сулило выход России на рынки Юго-Восточной Азии и Индии и даже создание Российской Ост-Индской Компании. 26 июля (7 августа) 1802 года император Александр I лично утвердил проект, предоставив Крузенштерну самому осуществлять его. Это вызвало существенный кризис в семье: Ивану Фёдоровичу предстояло оставить жену и новорождённого сына на неопределённый срок, причём без гарантий, что он вообще вернётся живым. Окончательному согласию способствовало решение императора выплачивать семейству Крузенштерна по 1500 рублей ежегодно в течение 12 лет.

### Подготовка. Вопрос о полномочиях (1802—1803)

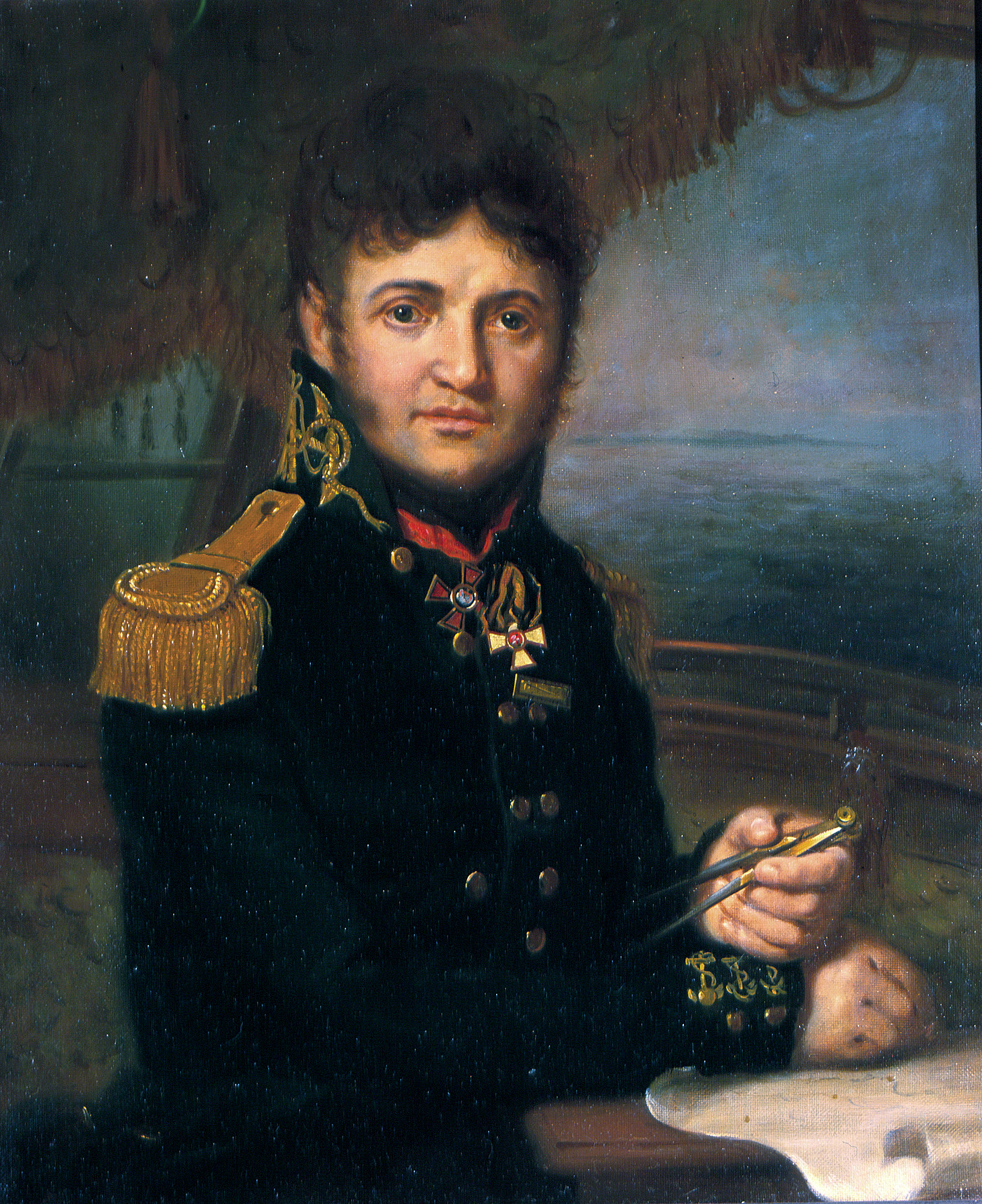
Владимир Боровиковский. Портрет капитана I ранга Ю. Ф. Лисянского. 1810, Центральный военно-морской музей

В 1802 году с предложением об экспедиции, в основных чертах аналогичным крузенштерновскому, выступило главное правление Российско-американской компании (РАК), и император Александр I утвердил проект, для исполнения которого решено было снарядить первую русскую кругосветную экспедицию. Назначение Крузенштерна добавило проблем, а не решало их: в Табели о рангах он занимал сравнительно невысокое положение (чин восьмого класса), за шесть лет пребывания за границей и два года службы в Ревеле не мог приобрести влиятельных знакомых в Петербурге. Поскольку он с самого начала настаивал, что в экспедиции будут участвовать два однотипных корабля, ему требовался помощник, равный по званию, но готовый подчиняться. Единственной подходящей кандидатурой являлся Юрий Лисянский, который мог себе позволить диктовать условия. Спорным вопросом является, в какой степени поставленные им условия изменили планы экспедиции, во всяком случае, бо́льшую часть путешествия он действовал совершенно самостоятельно. Важнейшим условием, на котором настаивали и Крузенштерн, и Лисянский, была возможность личного выбора кораблей и экипажей. 24 сентября 1802 года Лисянский и корабельный мастер Разумов выехали в Гамбург, где не нашли необходимых судов. Далее они проехали в Англию, где и приобрели два шлюпа: 16-пушечный 450-тонный «Леандр», переименованный в «Надежду», и 14-пушечную 370-тонную «Темзу», перекрещённую в «Неву». Офицеры экспедиции утверждали, что Лисянский вступил в сговор с продавцом кораблей и купил старые суда, присвоив разницу в стоимости. Неясным остаётся, кто в конечном итоге оплатил стоимость экспедиции — правление РАК или государственное казначейство.
Император Александр I принял несколько политических решений, одним из которых была доставка в Японию официального посольства под началом Н. П. Резанова, полномочия которого не были разграничены с капитанскими (причём из-за тесноты на борту им пришлось делить одну каюту на двоих). Существовало две инструкции, подписанные императором, согласно которым и Крузенштерн, и Резанов имели высшие полномочия и абсолютное руководство экспедицией; при этом инструкция капитану была составлена не военно-морским ведомством, а руководством РАК. Единственным придворным покровителем Крузенштерна был граф Н. П. Румянцев, который, однако, стремился к мелочной регламентации, а также не всегда мог преодолеть противодействие чинов Адмиралтейства. Так, морской министр Чичагов предложил нанять английскую команду (сам контр-адмирал был женат на англичанке), чему воспротивился даже Крузенштерн, слывший в свете англоманом. Несколько увеличило его авторитет награждение орденом Святого Георгия 4-й степени (за 18 морских кампаний), состоявшееся 26 ноября 1803 года. В конце концов Крузенштерн добился использования только русских военных моряков, строго на добровольных началах и с выплатой повышенного жалованья за всё время экспедиции (120 рублей в год). В конце 1802 года Крузенштерн окончательно перебрался в Петербург для подготовки плавания; в то время он ещё не было оповещён о японском посольстве. С каждым из матросов и офицеров Крузенштерн проводил личное собеседование. Офицерами пошли личные знакомые капитана или родственники: фон Ромберг и фон Левенштерн были сослуживцами и участвовали в английской стажировке, врач Эспенберг был семейным врачом Крузенштернов, барон фон Беллинсгаузен стал одним из самых успешных учеников капитана, 13- и 15-летние кадеты Мориц и Отто Коцебу были родственниками жены Крузенштерна, а их мачеха была кузиной капитана. С женой капитан простился в Кронштадте, куда она специально прибыла, 23 июля 1803 года — перед самым отправлением.

### Плавание вокруг света (1803—1806)

Маршрут первого русского кругосветного плавания. Синим обозначен маршрут «Надежды», красным — «Невы»

#### От Кронштадта до Бразилии
Как отмечал Эверт фон Крузенштерн, первое русское кругосветное плавание во многих отношениях имело уникальные черты. Например, впервые в истории мореплавания одна экспедиция должна была выполнить несколько миссий, осуществлялась на двух кораблях, действующих самостоятельно, проходила по заранее разработанному командиром календарному плану. Экспедиция работала по григорианскому календарю (эти даты приведены в журнале и описании путешествия самого Крузенштерна), лейтенант Левенштерн в своём дневнике педантично проставлял даты и по старому, и по новому стилю. Из-за крайней перегруженности судов пришлось надолго задержаться в Копенгагене (17 августа — 15 сентября) и Фалмуте (28 сентября — 5 октября), причём почти сразу начались конфликты судовой команды со свитой посланника Резанова, последний также надолго задержался в Лондоне и Бате. Свита камергера, набранная из случайных людей, также доставляла много хлопот, особенно молодой граф Фёдор Толстой. Во время перехода к Тенерифе произошёл первый открытый конфликт Крузенштерна с Резановым, когда посол прямо объявил себя начальником экспедиции. Лейтенант Ратманов писал в дневнике, что тогда Резанов извинился и признал, что офицеры не потерпят приказов от камергера. Далее посол написал жалобу на имя государя, о которой Ф. И. Толстой сообщил капитану Крузенштерну.
Переход от Канарских островов до Бразилии занял 50 дней, но и здесь произошла огромная задержка (21 декабря 1803 — 2 февраля 1804 года) из-за необходимости установить новую мачту на «Надежде». Конфликт Крузенштерна с Резановым принял в Бразилии новый оборот. Поводом стал запрет Резанова от 28 декабря отпускать Толстого на берег, который отменил Крузенштерн. 29 декабря командир созвал офицерское собрание и впервые вынес границы полномочий посла на общее обсуждение. Офицеры заверили его, что не следует обращать внимания на «приказы посла, которые не служат к пользе императора, экспедиции или Американской компании». Резанов пытался отдавать приказы Лисянскому, минуя Крузенштерна, но ему никто не подчинился. 31 декабря офицеры составили рекомендательные письма Толстому, чтобы защитить его от нападок посла, а также описали ситуацию в посланиях государю, товарищу морского министра П. В. Чичагову и министру коммерции Н. П. Румянцеву. Наступило временное затишье. Во время ремонтных работ, 27 января Крузенштерн распорядился отгородить место Резанова в их общей каюте. К этому добавилась ссора Толстого с художником Курляндцевым, которая едва не дошла до дуэли. Курляндцев пожаловался Крузенштерну, который их помирил, но на этом художник не успокоился и пошёл к Резанову. Далее Курляндцев оскорбил капитана и назвал судно «кабаком», в результате офицеры отказали ему от общества в кают-компании. Конфликт академика живописи и капитана был урегулирован только семь недель спустя.

#### Тихий океан

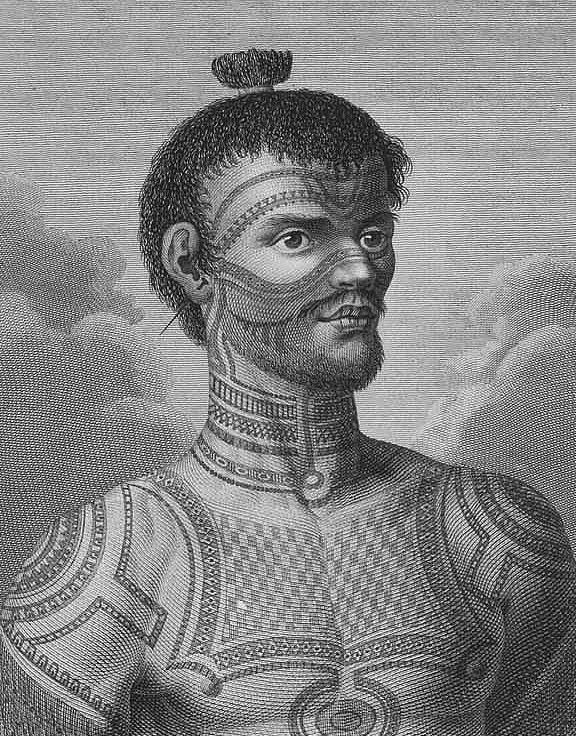
Татуировка воина с Нуку-Хивы. Гравюра по рисунку Тилезиуса

Из-за задержки пришлось огибать мыс Горн ранней осенью Южного полушария, когда обычные для этих мест бури усиливались. Тем не менее, погода благоприятствовала и из Бразилии до южной оконечности Нового света шлюпы добрались всего за три недели. Из-за последовавшей далее бури 25 марта 1804 года «Надежда» и «Нева» разлучились, а погода наладилась только к 8 апреля. По инструкции следовало идти к острову Нуку-Хива. Обосновались на берегу в день Пасхи (24 апреля по юлианскому календарю). Базой была избрана бухта Анна-Мария, которая на местном языке именовалась Таиохаэ. Несмотря на то, что Нуку-Хива посещалась европейцами, на острове не было эпидемии венерических болезней. Крузенштерн рационализировал развлечения экипажа: по описанию лейтенанта Левенштерна, с корабля на берег подавался сигнал «Женщины, сюда!», девиц пускали на борт по порядку, после чего «дееспособные искали себе пару». Утром отъезжавших пересчитывали. Сексуальные обычаи полинезийцев (гостевой брак и полиандрию) описывали все участники путешествия, однако Лангсдорф единственный заметил, что моряков обслуживают только женщины низшего общественного положения. Их внешность разочаровала и Крузенштерна, и Ратманова. Однако, если строевой офицер отметил, что полинезийки «дурны» и не соответствуют описаниям Бугенвиля или Форстера, то капитан писал, что каноны красоты у европейцев и жителей Маркизов совершенно различны.
Из прочих обычаев всех заинтересовала татуировка: маркизцы накалывали всю поверхность тела, включая голову, в этом с ними могли соперничать только маори. Экспедиционеров поражало, что татуировщики могли скопировать надпись на любом языке. Сам Крузенштерн сделал на руке имя жены, «которую он совершенно обожает» (по словам Ратманова). Граф Толстой именно на Маркизах положил начало коллекции татуировок на собственном теле. На Нуку-Хиве произошла резкая вспышка конфликта между Крузенштерном и Резановым, поводом для которой послужили разногласия по мене съестных припасов и редкостей для Кунсткамеры. 14 мая произошло публичное выяснение отношений между камергером и капитаном, в котором приняли участие представитель РАК Шемелин и Лисянский. По описанию всех сторон, посол назвал действия капитана «ребяческими». Крузенштерну был сделан выговор, на что он отвечал, что Резанову не подчиняется. Офицеры обоих шлюпов потребовали у Резанова объяснений и публичной демонстрации инструкций, причём посол не смог назвать имя автора инструкции (графа Румянцева), а Лисянский, по свидетельству самого Резанова, открыто заявил, что государь Александр «подписать-то знаем, что он всё подпишет». Ратманов в дневнике утверждал, что после заявления Резанова, что «он всё, а Крузенштерн — ничто», посол не смог подтвердить свои полномочия документально. По мнению историка флота Н. Л. Кладо, Резанов имел на руках лишь Высочайший рескрипт, в котором ничего не было сказано о порядке подчинения. В противном случае Крузенштерн не мог столь уверенно себя вести против старшего по возрасту и званию (камергер в Табели о рангах относился к тому же классу, что и контр-адмирал). В результате Резанов, чтобы не обострять отношений, до прибытия на Камчатку добровольно не выходил из своей половины капитанской каюты.
После кратковременной стоянки на острове Гавайи суда экспедиции расстались. Лисянскому предстояло идти на Кадьяк и зимовать в Русской Америке, а далее идти с грузом мехов прямо в Китай, где была назначена встреча в следующем году.

#### Камчатка — Япония

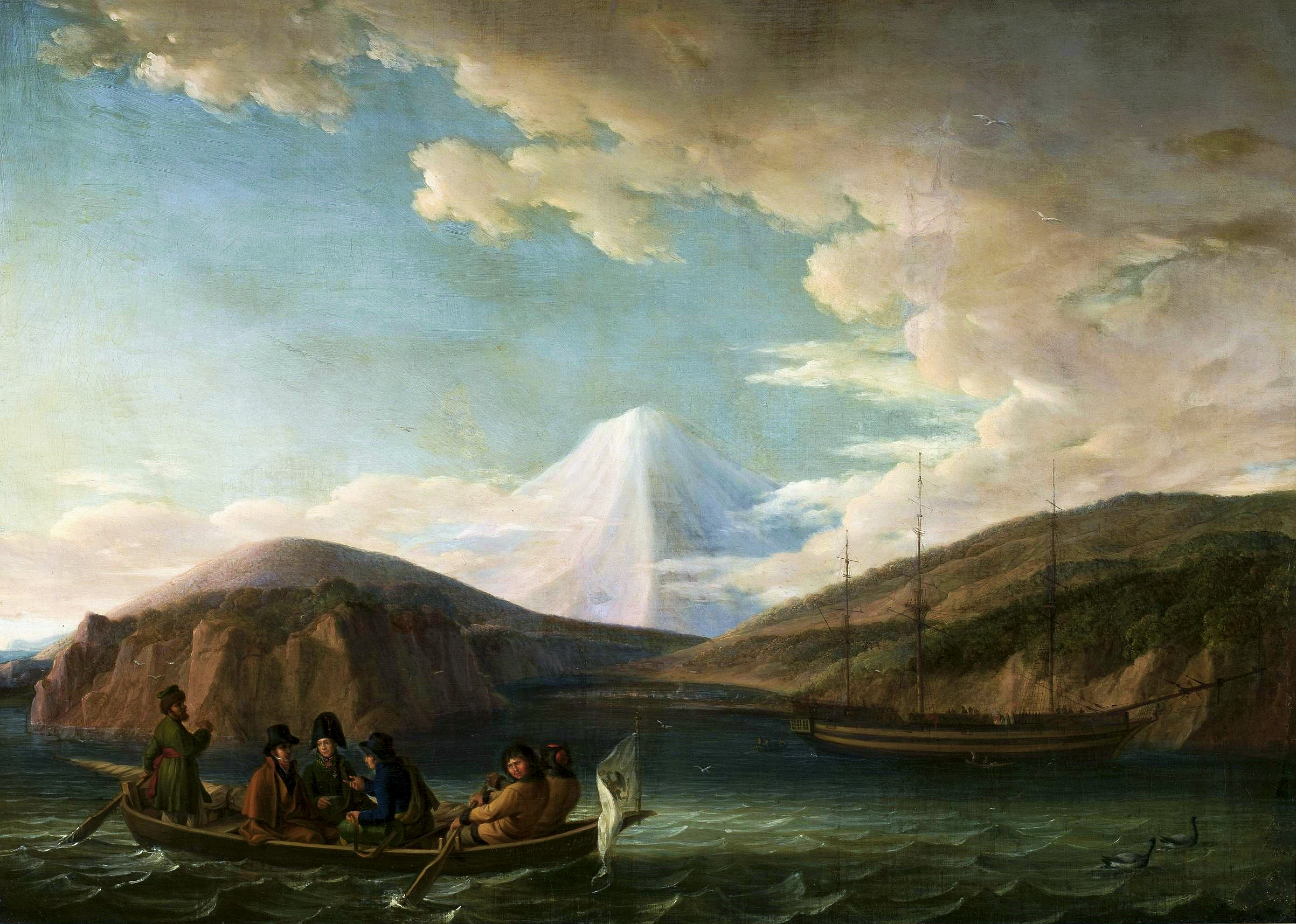
Фридрих Вейч. Команда Крузенштерна в Авачинской губе. Ок. 1808; холст, масло, 80 × 112 см. Национальный музей в Варшаве

После прибытия в Петропавловск-Камчатский Н. П. Резанов со свитой сразу же сошёл на берег и отправил гонца к губернатору генерал-майору П. И. Кошелеву, находившемуся тогда в Нижнекамчатске за 700 вёрст. Резанов прямо писал: «у меня на корабле взбунтовались в пути морские офицеры». При этом никаких активных действий он предпринять не мог, пока спустя 26 дней — 10 августа — губернатор не прибыл в камчатскую столицу. Впрочем, во время выгрузки 30 июня посольского имущества Резанов не выдержал и набросился на Крузенштерна; по описанию Левенштерна, посол грозился заковать всех офицеров в колодки и повесить. Обвинения, выдвинутые Резановым, были настолько серьёзны, то губернатор Кошелев был вынужден дать делу ход. При этом версия событий со стороны Резанова существует в разных вариантах, но отсутствуют официальные документы. Кошелев, очевидно, решил что дело плохо, поскольку вызвал из Верхнекамчатска 30 нижних чинов. Единственным свидетельством событий со стороны камчатского губернатора стал рапорт на имя сибирского наместника И. О. Селифонтова, отправленный в день выхода «Надежды» в Японию — 26 августа (7 сентября) 1804 года. Из рапорта следует, что Кошелев отстранился от обсуждения. По дневнику Левенштерна, генерал-майор заявил Резанову, что он свидетель, а не судья. В письме товарищу министра юстиции Н. Н. Новосильцеву от 12 (24) июня 1805 года Крузенштерн представил свою версию событий. Капитан принял решение форсировать ситуацию и принудить Резанова занять однозначную позицию, за которую он также нёс бы ответственность. В день разбирательства у Кошелева Крузенштерн вручил генералу свою шпагу и потребовал своей отправки в Петербург. Ратманов свидетельствовал, что «посол опомнился и стал искать согласия», уговаривая капитана совершить рейс в Японию, после которого покинет шлюп; отчасти это произошло потому, что лейтенант заявил Резанову, что в случае отставки Крузенштерна на судне не останется. Ратманов считал, что фразу о подчинении обоих шлюпов Резанову в инструкцию Румянцева вписал сам посол. Далее следует главное расхождение: в своих записках Резанов писал, что Крузенштерн принёс ему официальные извинения за нарушение субординации на борту, в то время как Крузенштерн представлял прямо противоположную картину, согласно которой публичные извинения были принесены ему Резановым. Интерпретация свидетельств, по сути, зависит от стороны, которую принимали исследователи; в любом случае, примирение было проведено в приватных условиях. Левенштерн и Ратманов утверждали, что извинился именно Резанов, а офицерское собрание ещё совещалось, принимать его извинения или нет. Наконец, 16 августа состоялось формальное перемирие. Вплоть до возвращения на Камчатку отношения оставались крайне натянутыми, хотя до открытых ссор больше не доходило.

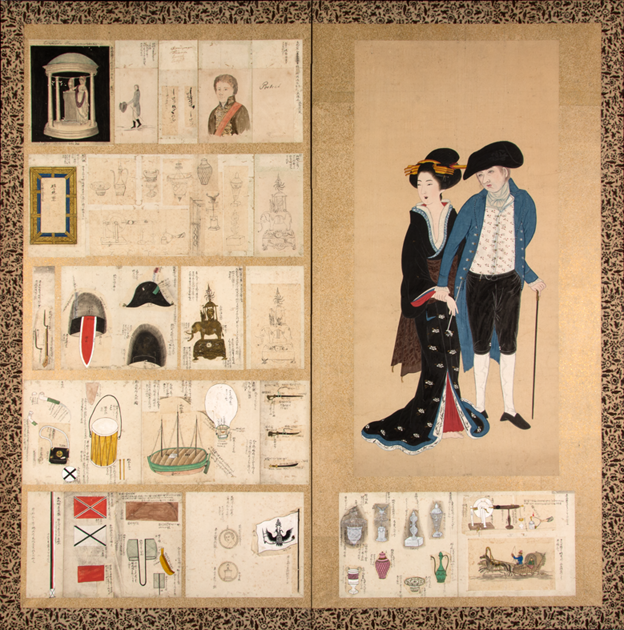
Японские рисунки для информирования правительства. В основном изображены дары (в том числе часы-слон) и предметы обихода, а также посол Резанов в обществе юдзё; 1805

Ко входу в залив Нагасаки «Надежда» подошла в половине шестого вечера 8 октября. У Резанова имелся открытый лист Батавской республики и предписание лично представителю Ост-Индской компании в Нагасаки Хендрику Дуфу об оказании содействия. Предыдущему посольству Адама Лаксмана японскими властями было выдано разрешение на приход одного корабля в нагасакскую гавань, причём текст этого документа сохранился только в дневнике Левенштерна. Резанову в этих условиях предписывалось добиться заключения торгового договора и открыть торговлю либо в Нагасаки, либо на Хоккайдо. Однако японцы категорически запретили любые контакты между русскими и голландцами и фактически перевели посольство на тюремный режим. Пришлось согласиться с разоружением шлюпа (сняли даже реи и стеньги) и сдачей всего запаса пороха в японский арсенал; забрали все пушки и несколько якорей. Только после большого торга офицерам оставили шпаги, а почётному караулу — ружья. В конце концов Резанова со свитой перевели в усадьбу на улице Умэгасаки, а команда осталась на корабле; Крузенштерн предоставил послу инициативу и обрывал любые попытки вести переговоры через свою персону. Оказалось, что Н. Резанов совершенно не годился на роль дипломатического посланника и не сумел проявить авторитет. Наконец, в апреле 1805 года японская сторона категорически объявила полный отказ в заключении торговых отношений. Русские дары приняты не были, однако японская сторона не взяла платы за материалы для ремонта корабля и продовольствие для экипажа и свиты посла.
5 июня 1805 года, несмотря на постоянно штормовую погоду, экспедиция вернулась в Петропавловск. Позже стало известно, что Крузенштерн и Резанов получили милостивый рескрипт Александра I от 28 апреля 1805 года, которым капитан был удостоен ордена Святой Анны 2-й степени, а камергер Резанов — золотой табакерки с бриллиантами. Там же было получено письмо Н. П. Румянцева, которым Резанову предлагалось «обозреть американский берег от Кадьяка до Берингова пролива».

#### Китай и возвращение на родину

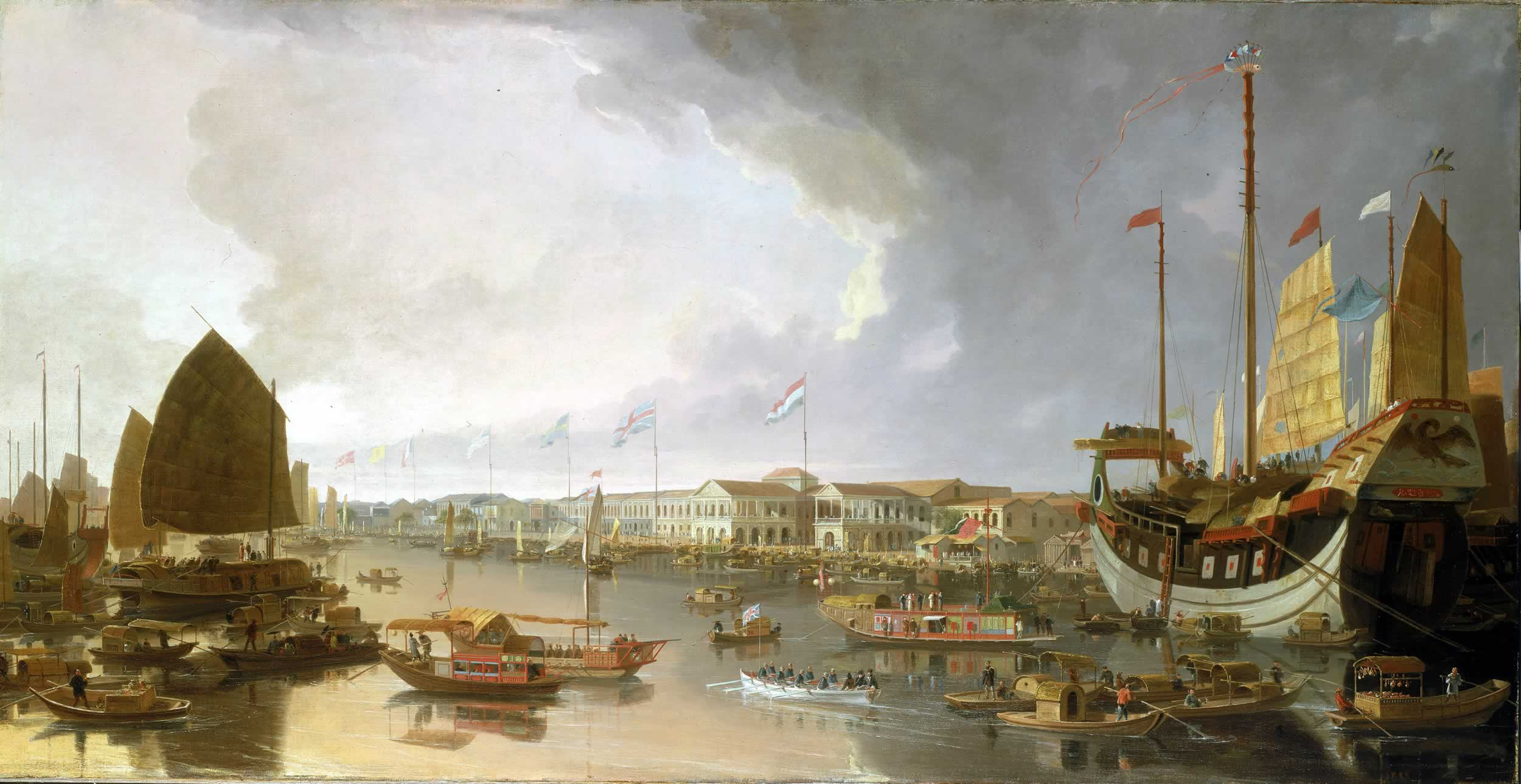
Дэниэл, Уильям. Вид на Тринадцать факторий в Кантоне, 1805—1810

После отъезда Резанова моральный климат на борту «Надежды» не улучшился: если офицеры и учёные держались вместе против посла и его свиты, то при подготовке исследования Сахалина и дальнейшего пути в Китай, в кают-компании перессорились все. «Кроткий» нрав Крузенштерна препятствовал ему силой навести порядок, он даже извинился перед Левенштерном, когда они поругались — единственный раз за всю экспедицию. Учёные Горнер и Тилезиус скандалили и даже договорились стреляться друг с другом, ссорились между собой братья Коцебу. В этих условиях с 5 июля по 29 августа 1805 года было произведено исследование Сахалина и поиски устья Амура. Действия Крузенштерна вызвали более всего критики именно в этой части экспедиции: из-за чрезмерной осторожности не было получено чётких доказательств, является ли Сахалин островом или полуостровом. Капитан ограничился умозрительным предположением, что если бы существовал проход, то благодаря господствующим южным ветрам через него нагонялось бы в Амурский лиман такое большое количество океанской воды, что в нём бы не ощущалось столь сильно влияние пресных вод Амура. Он ошибся в определении влияния речного стока на солёность морских вод, и эта ошибка повлекла за собой другую — отрицание существования Татарского пролива.
Испытав тяжёлые штормы, 20 ноября «Надежда» встала на рейде Макао, но, вопреки ожиданиям, «Нева» ещё не подошла. Хотя Российско-Американская компания воспретила капитану вмешиваться в торговые сделки, капитан, будучи знаком с местным рынком и европейскими контрагентами, пренебрёг ограничениями, и Ф. Шемелин вынужден был с этим согласиться. Крузенштерн хотел работать с директором фактории британской Ост-Индской компании в Кантоне Дж. Драммондом (Друммондом), с которым был знаком ещё с 1798 года. В соответствии с инструкциями графа Румянцева, капитан мог получить от него обстоятельную информацию о Цинской империи. К тому времени открылся торговый сезон и британский персонал перебрался в Гуанчжоу, а личный дом директора и помещения компании предоставили Крузенштерну и офицерам, желавшим развеяться на берегу. Крузенштерн пришёл к выводу, что рынок Макао сделался второстепенным, и также решил двигаться в Гуанчжоу. Лисянский на «Неве» прибыл с Аляски с грузом мехов 3 декабря, и русские шлюпы передислоцировались к острову Вампу (Хуанпу) в устье реки Чжуцзян. Крузенштерн, в соответствии с инструкциями, рассчитывал, что посольство Головкина уже будет в Пекине и все договорённости с цинскими властями будут исполнены. В реальности посольство даже не пересекло китайской границы, и русские шлюпы вызвали переполох среди гуандунского начальства и купечества. Тем не менее, управляющий морской таможней (русские называли его гоппо) Янь Фэн разрешил судам войти в порт Кантона, очевидно, намереваясь присвоить пошлину. Губернатор У Сюнгуан, напротив, медлил с разрешением, а без этого купцы не могли заключать сделок. При этом наступал сезон тайфунов, и Крузенштерн с Лисянским рисковали потерять ещё год. В этой ситуации на помощь пришли британцы, особенно фирма «Биль и Моньяк» (в транскрипции Крузенштерна). Офицеры поселились в доме Биля, причём приказчик Российско-американской компании Шемелин возмущался запрошенной суммой комиссионных — пять процентов вместо общепринятых двух. Купцу с огромным трудом удалось уговорить младшего члена сообщества Гунхан Ли Яньюя (русские называли его Луква) «отблагодарить» Янь Фэна. Когда дело сдвинулось с мёртвой точки, Шемелин не пожелал заниматься бартерным обменом, а потребовал наличное серебро (возможно, исполняя требования своей компании). В январе возник конфликт и между Крузенштерном и Лисянским. Насколько можно судить, Юрий Фёдорович стремился участвовать в сделке и получить капитанскую комиссию, ссылаясь на свой статус и Морской устав. Много подробностей об этих событиях можно узнать из писем Крузенштерна жене, которые он отправил оказией через Бостон и Филадельфию, откуда они через доверенных лиц в Лондоне и Копенгагене были доставлены в Ревель.
Несмотря на попытку китайской стороны задержать русские суда и аннулировать заключённые сделки, 9 февраля оба шлюпа покинули Кантон. В пришедшем после их отбытия императорском указе говорилось, что морская торговля с Россией повредит пограничной в Кяхте; копию Драммонд постарался переслать российским властям, в том числе Н. Н. Новосильцеву. После отхода от Вампу Крузенштерн отдал следующий приказ: поскольку политическая ситуация между Францией и Россией была неопределённой и ожидалась война, шлюпам до получения известий было предпочтительнее держаться вместе. В случае разлуки во время непогоды точкой рандеву назначался остров Св. Елены. Однако после прохождения Зондским проливом, 15 апреля Лисянский самовольно двинулся отдельным курсом, рассчитывая вернуться в Кронштадт без захода в порты. Сам капитан Крузенштерн, узнав от проходящего английского судна о блокаде Кейптауна, принял решение не заходить туда, рассчитывая завершить экспедицию примерно в трёхлетний срок. Во время кратковременного захода на о. Св. Елены утром 4 мая застрелился 29-летний лейтенант Головачёв. Ещё на Маркизских островах Головачёв принял сторону Резанова и рассчитывал на карьеру в Российско-Американской компании, однако в результате рассорился с другими офицерами. Сложные отношения с сослуживцами переросли в тяжёлую депрессию и манию преследования. Узнав о войне с Францией, Крузенштерн сожалел о самовольстве Лисянского; вдобавок, часть пушек была оставлена на Камчатке, а английский гарнизон не мог предложить замены под русские боеприпасы. Поэтому капитан, имея 12 орудий на борту, принял решение идти кругом Шотландии в Северное море через Оркнейские острова. 2 августа «Надежда» прибыла в Копенгаген. Из-за слабого ветра Крузенштерн, Горнер и Шемелин отправились в Кронштадт в полдень 19 августа на шлюпке, а «Надежда» пришла туда только 20 августа. Среди встречающих были адмирал Чичагов и император. Уведомить супругу о своём возвращении капитан доверил Горнеру, который и привёз её в Петербург. Окончательно команда сошла на берег 7 сентября, после окончания всех разгрузочных работ.

### Награды. Семейные заботы

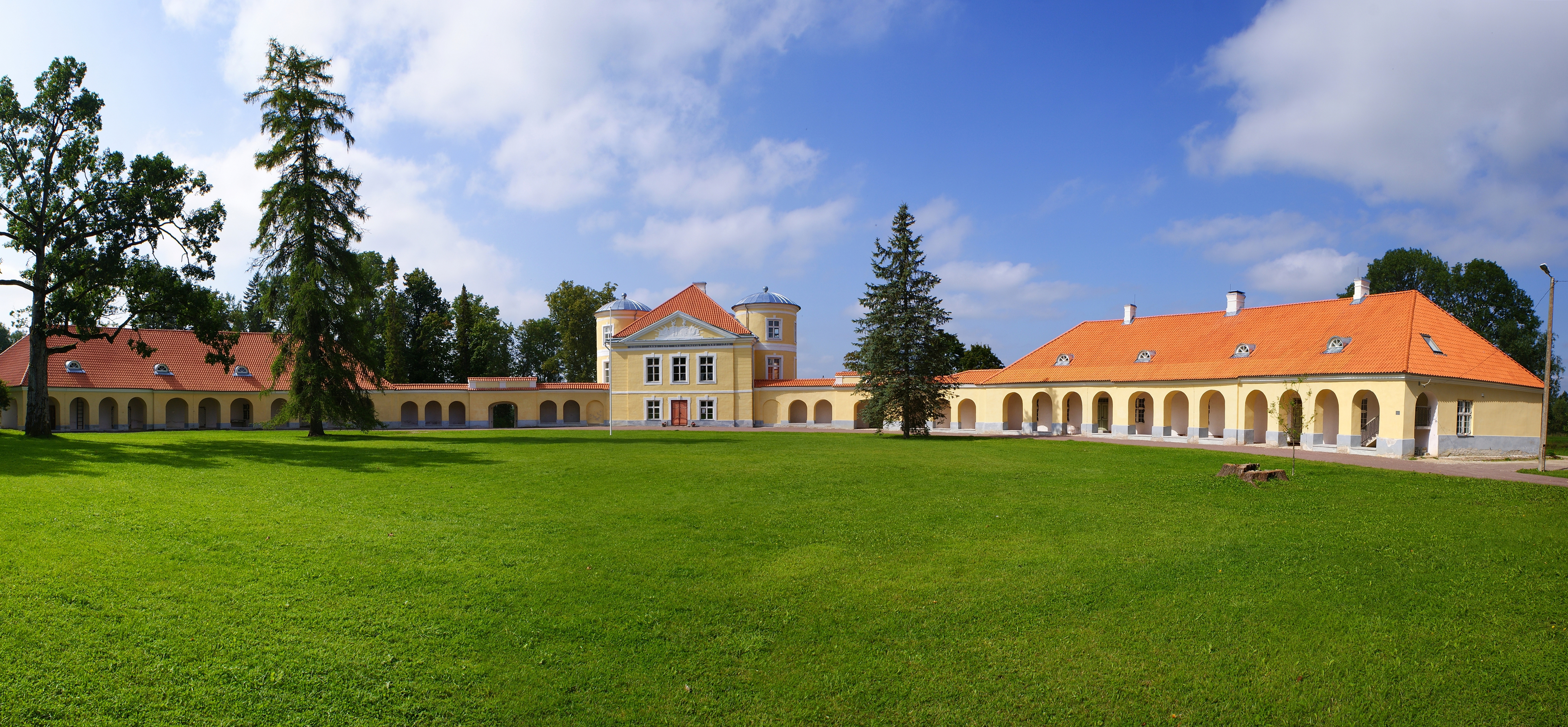
Усадебный дом в Килтси. Фото 2011 года

По мнению Э. фон Крузенштерна, вознаграждение участникам экспедиции было скромным. Иван Фёдорович был повышен в чине до капитана II ранга и удостоился пожизненной пенсии в 3000 рублей в год, все офицеры — пенсиона в 1000 рублей. 21—22 августа возвратившийся шлюп «Надежда» навестили адмирал Чичагов и граф Румянцев. 27 августа Крузенштерн был приглашён в Каменноостровский дворец; во время аудиенции императрица-мать Мария Фёдоровна пожаловала капитану бриллиантовую табакерку в знак Высочайшего благоволения. 30 августа «Надежду» посетил император Александр I и пробыл на борту до трёх пополудни. Крузенштерн удостоился также ордена Святого Владимира 3-й степени и был избран почётным членом Академии наук. Горнера и Тилезиуса, как и офицеров, пожаловали пенсией в 1000 рублей, каковая выплачивалась по их просьбе в червонцах. Матросы «Надежды» и «Невы» получили отставку с пенсионом в 50 рублей в год. Император наградил всех участников памятной медалью из серебра, из которых к 1991 году сохранилось 4 экземпляра (в том числе одна в семействе Крузенштернов).
Капитан Крузенштерн был назначен на три года в Петербургский порт (с отпуском по 1 июня 1809 года) для подготовки доклада об экспедиции и обработки её результатов. Имея достаточно свободного времени, он решил приобрести имение, дабы обеспечить будущее семьи. Во время его отсутствия Юлия фон Крузенштерн очень скромно жила в Ревеле, а также снимала на лето дачу у пастора Эбергарда в Раппеле. В Хаггуде 19 марта 1804 года скончалась 74-летняя мать Крузенштернов, а вдовый старший брат Карл в 1808 году женился на Анне фон Берг — дочери уездного предводителя дворянства. По-видимому, Ивану Фёдоровичу за три года экспедиции удалось скопить известную сумму; в результате он присмотрел в 10 км от Хаггуда имение Коддил, которое было несколько больше, чем родовое поместье, и продавалось в рассрочку на пять лет. Земли братьев Крузенштернов, таким образом, соседствовали. Их соседом был и Август Коцебу, связанный с семейством Крузенштернов многочисленными родственными узами. Иногда моряк и драматург обменивались письмами дважды в неделю, а в течение полутора десятилетий писали друг другу два-три раза в месяц. Сделка состоялась в 1807 году, и первым постоянным гостем стал астроном Горнер, который активно помогал обрабатывать научные результаты путешествия. После его отъезда из России переписка Крузенштерна с учёным длилась вплоть до его кончины в 1834 году. В 1807 году в Коддиле родился второй ребёнок Крузенштернов — Александр Готтард Юлиус (по-русски Александр Иванович), третий сын — Павел Теодор (Павел Иванович) — появился на свет в 1809 году в Ревеле. Уже в Петербурге, после окончания отпуска, в 1810 году скончалась при родах дочь; в 1811 году в столице родился последний сын Эмиль Платон (Платон Иванович).
Покупка имения показала, что И. Крузенштерн не был создан для жизни помещика. Вложение в землю оказалось невыгодным: из-за грядущей в Эстляндии отмены крепостного права падали цены на недвижимость, при этом резко увеличилась нагрузка по выплатам долгов. Значительная часть средств Крузенштерна ушла на покупку имения, вдобавок, с 1809 года ощущалась инфляция, из-за чего не хватало пожалованного ему императором пенсиона. Горнеру он писал, что из-за роста ажио потерял около 19 000 рублей и сможет продержаться до объявления банкротства не более двух лет. В эти же годы чуть не произошло большое несчастье. По воспоминаниям ландрата Евгения фон Розена, однажды весной, возвращаясь из Ревеля в кибитке, Крузенштерн едва не утонул в ручье, когда повозка проломила хрупкий лёд. Мореплаватель был спасён местными крестьянами. Банкротство, по понятиям того времени, равнозначное бесчестью, было намечено на 1 августа 1811 года, однако обращение к императору возымело действие: Александр I санкционировал выкуп имения за счёт министерства финансов; указ об этом был выпущен 1 февраля 1812 года.

## Крузенштерн — писатель и океанограф (1809—1826)

### Издание путевых записок

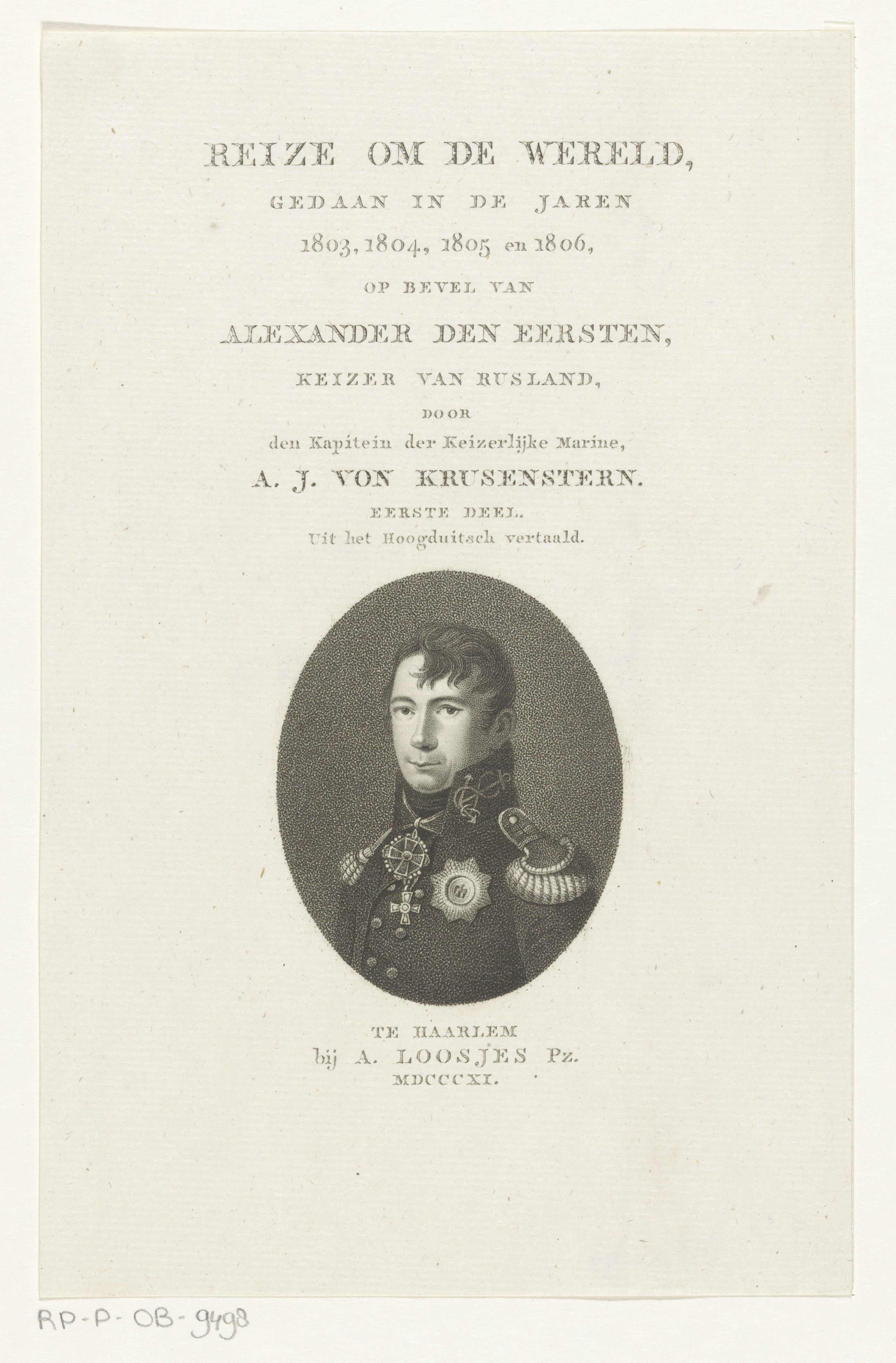
Нидерландский перевод книги Крузенштерна. Хаарлем, 1811

По мнению Э. фон Крузенштерна, написание книги о путешествии стоило её автору многих трудов, поскольку Иван Фёдорович был педантом по натуре, при этом ему следовало думать о впечатлении на потенциальную читательскую аудиторию, среди которой были и августейшие особы. Существует версия, что персональным цензором Крузенштерна должен был стать граф Румянцев, но он оказался крайне занятым человеком. Пытался Крузенштерн советоваться и с Августом Коцебу. В письме от 18 июля 1811 года содержалось свидетельство, что драматург советовал моряку сделать повествование «более плавным или выразительным», но сам отказался от литературной правки текста, иначе «обрезал бы живописно выросшую берёзу до ядра».
Публикация книги шла в трёх томах, причём сам автор подготовил и русский, и немецкий текст, сопровождаемый «Атласом к путешествию вокруг света капитана Крузенштерна» (на самом деле это было собрание гравюр, вырезанных по рисункам Тилезиуса). Собственно, путевые записки занимали два тома, третий включал медицинский отчёт Эспенберга, а также другие результаты научно-исследовательских работ. В «Атласе» 11 листов было отведено «изображениям разных народов, как то: нукагивов, японцев, камчадалов, айнов». В составе третьего тома «Путешествия» были напечатаны первый словарь чукотского языка (авторства поручика Д. И. Кошелева — брата камчатского губернатора) и «Словарь наречий айнов, живущих на южной оконечности Сахалина» (авторства лейтенанта Г. Давыдова).
Первый том русского издания вышел в 1809 году, второй и третий тома — в 1812-м, и атлас — в 1814 году. Поскольку доход от публикации шёл в пользу капитана, Крузенштерн через Коцебу объявил подписку в немецких землях на издание на немецком языке, которую из-за наполеоновских войн пришлось заменить на цену в 10 рублей за том. В первой части был напечатан список подписчиков, включающий 430 номеров, во втором томе добавилось ещё 60. Подписчики получали книги за полцены и могли выбирать формат издания (в половину или четверть листа) и тип бумаги (типографскую, писчую или веленевую). Типографские работы выполнил Шнор в Санкт-Петербурге.
Немецкое издание вышло в октябре 1810 году в Берлине в типографии Гауде и Шпенера в трёх томах уменьшенного формата с портретом Крузенштерна и гравюрами. В 1811 году последовал нидерландский перевод, а в 1813 году — английский. Далее были выпущены переводы на датский, шведский и другие языки, а позже всех — в 1821 году — был опубликован французский перевод. В Германии в 1815 и 1823 годах выпускались сокращённые издания для молодёжи. И русское, и европейские издания имели большой резонанс: с рецензиями выступили фон Цах и Гумбольдт. После прочтения труда Крузенштерна король Фридрих Вильгельм III прислал 21 апреля 1810 года моряку знаки ордена Красного орла , не положенного ему по чину и выслуге лет. По заказу короля была написана картина с изображением высадки на Камчатке. Король Вюртемберга Фридрих I пожаловал Крузенштерну золотую табакерку. В России высокую оценку качеству труда вынес Н. М. Карамзин.

### Возвращение на службу. Командировка в Англию
После окончания отпуска 1 июня 1809 года, Крузенштерн был повышен в чине до капитана I ранга и назначен на 120-пушечный линейный корабль «Благодать», стоявший на рейде; с тех пор вся его жизнь была связана с Петербургом. В 1811 году Крузенштерн был определён инспектором классов Морского кадетского корпуса, на посту он покровительствовал молодому гардемарину барону Фердинанду Врангелю, будущему полярному исследователю. На посту инспектора Крузенштерн встретил начало Отечественной войны 1812 года и немедленно пожертвовал треть жалованья — 1000 рублей — на формирование народного ополчения: вторжение французов в Прибалтику казалось неизбежным. Сосед Крузенштерна по имению — Август Коцебу — бежал в Петербург со всем семейством, и его приютил у себя Иван Фёдорович. Планировалось перевести Крузенштерна в действующий флот в Свеаборг, но назначение так и не состоялось.
Примерно в то же самое время Крузенштерну удалось заинтересовать канцлера графа Румянцева проектом достижения Северо-Западного прохода, который мог оказаться важным для освоения дальневосточных и американских владений Российской империи. Капитан составил обзор всех попыток достижения Северо-Западного и Северо-Восточного морского пути, однако журнал Адмиралтейского департамента отказался его печатать, как и журнал путешествия Чичагова, подготовленный к печати; статья Крузенштерна вошла в описание путешествия Коцебу. Румянцев предложил разработать проект нового кругосветного плавания, на которое Иван Фёдорович заложил бюджет в 100 000 рублей, половина которого шла на строительство экспедиционного судна. Командиром он предложил назначить Отто Коцебу.
Дерптский университет 6 ноября 1813 года за выдающиеся заслуги удостоил его степени почётного доктора философии honoris causa.
Граф Румянцев предложил командировать Крузенштерна в Англию: представлялось, что проект исследования Северо-Западного прохода будет проще инициировать из ведущей морской державы того времени; это соответствовало и интересам самого капитана. Император дозволил командировку и включил Ивана Фёдоровича в посольство графа Ливена. В эту поездку капитан намеревался взять с собой семью, но оказалось, что назначенного жалованья в 2000 рублей не хватит по британским ценам на её содержание. В мае 1814 года, разместив Юлию Крузенштерн и четырёх детей в Ревеле, Иван Фёдорович через Финляндию и Швецию отбыл на Британские острова. В Або на верфи Эрика Мальма он разместил заказ на 180-тонный бриг «Рюрик». Прибыв в Великобританию, Крузенштерн обнаружил, что хорошо известен в военно-морских кругах и пользуется всеобщим уважением. Бернгарди утверждал, что Адаму Крузенштерну предлагали перейти на британскую службу, что для него как для патриота Российской империи было невозможно. Он познакомился с капитаном Флиндерсом, первым обошедшим всю Австралию, которого считал одним из величайших мореплавателей в истории. Путевые записки Флиндерса вышли в день его кончины, и Крузенштерн одним из первых откликнулся рецензией. Иван Фёдорович обрёл и многочисленные профессиональные знакомства; его хорошим другом стал Джеймс Хорсберг, гидрограф Ост-Индской компании, который охотно снабжал его новыми картами. В Лондоне также находился Хосе Эспиноса — участник плавания Маласпины, у которого Крузенштерн узнал подробности и получил только что опубликованные карты. Встречался он и с капитаном Берни, обобщившим материалы о путешествиях Кука в Тихом океане. Кроме того, русский капитан бывал в доме ведущего британского географа Реннела. По делам Крузенштерн побывал на военно-морских базах Портсмута и Вулвича, посещал военно-морские училища, интересовался учебным процессом и наглядными пособиями. Для будущей экспедиции Коцебу в Лондоне были заказаны навигационные и географические инструменты, а также хирургические принадлежности. Были закуплены и консервы, технология изготовления которых была только что разработана. Несколько банок из пробной партии хранились в архиве капитана 106 лет.
Крузенштерн планировал в 1815 году посетить Париж и встретиться с Горнером (проехать в Цюрих не позволял бюджет). Однако из-за начала «Ста дней Наполеона» эти планы сорвались. Известия о болезни жены, а также то, что Коцебу собирался отправляться из Кронштадта, заставило Ивана Фёдоровича завершить командировку в мае 1815 года.

### Жизнь Крузенштерна во второй половине 1810-х годов

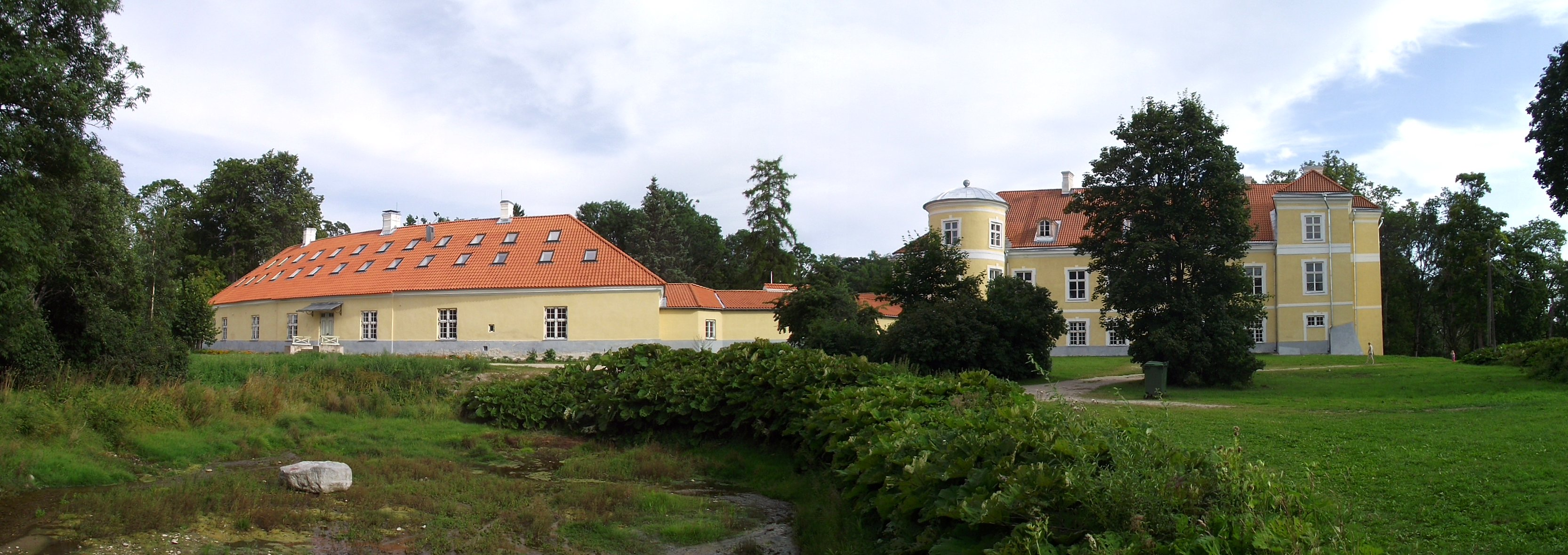
Общий вид на главное здание мызы Килтси (справа) и дом управляющего

Судя по переписке с Горнером, после возвращения в Россию Крузенштерн всерьёз задумался об отставке. Император предоставил капитану бессрочный отпуск для «учёных занятий», основным поводом был тяжёлый конфликт как с морским министром маркизом де Траверсе, так и с генерал-гидрографом Г. Сарычевым. Сам Иван Фёдорович утверждал, что главной причиной ухода со службы была ситуация в семье: «цыганская» жизнь надоела всем, для безбедной жизни в Петербурге требовалось не менее 1200 рублей в год при том, что жалованье капитана первого ранга равнялось 900 рублям. Во время командировки жена Крузенштерна жила в имении Лоаль его дяди Отто. Готовясь к отставке и воспользовавшись обвалом цен на недвижимость из-за отмены крепостного права и «года без лета», Крузенштерн решился купить мызу Асс со средневековым замком. Общий размер новых владений составлял 2860 га, причём первоначально Крузенштерн брал земли в залог и оформил их в собственность через четыре года. На мызе имелась ферма (65 голов крупного рогатого скота и столько же молодняка), мельница, винокурня и льняной заводик. Переезд состоялся в конце 1817 года, в поместье в 1818 и 1819 годах родились обе дочери Крузенштернов — Шарлотта и Юлия. Несмотря на неодобрение Августа Коцебу, Крузенштерн, учтя прежний опыт, справился с управлением поместьем.
Крузенштерн постарался дать своим детям хорошее домашнее образование, занимался этим сам, а затем упросил Горнера подыскать в Швейцарии гувернёра, выставив ряд условий: 100 дукатов жалованья с контрактом на три года, хорошее знание французского языка и латыни, а также «наличие характера швейцарца, то есть с царём в голове». Гувернёр по фамилии Понцайт был найден, и Бернгарди описывал его как «любезного молодого человека», который мог обучать сыновей Крузенштерна по программе французских лицеев и одновременно служить им старшим товарищем. Бернгарди оставил об этих годах воспоминания, поскольку жил с отчимом и матерью в соседнем поместье. Он свидетельствовал, что Крузенштерн и его жена воплощали изысканные манеры XVIII века, и всегда обращались друг с другом, — как и с друзьями, — на «вы». Впрочем, детям уже позволялось обращаться к родителям на «ты». Семейное общение, как во всех немецко-остзейских домах, велось на немецком языке. Крузенштерн заявил, что «врагу бы не пожелал» отдать своих детей в Морской корпус, поэтому старший сын Николай-Отто поступил в лейб-гвардии Уланский полк, а Александр и Павел — в Царскосельский лицей. От самого возвращения из кругосветного плавания Крузенштерну служил Тарас Гледианов — бессменный денщик. Позднее он женился на эстонке, и хозяин предоставил Гледианову мызу в бесплатное пользование. В доме поддерживались военно-морские порядки, что относилось и к поддержанию чистоты. В усадебном доме был оборудован водопровод. Бернгарди также вспоминал о хозяйской библиотеке, включающей около 3000 томов; особенно выделялось там собрание географических атласов и описаний путешествий. Приходской пастор Кнюппфер (в доме была собственная часовня) свидетельствовал также, что в одной из двух башен усадебного дома Крузенштерн разместил музей — коллекции, собранные на островах Тихого океана; отдельная комната была посвящена Китаю, обставлена бамбуковой мебелью, увешана китайскими картинами, и т. д. Крузенштерн и его жена не любили светской жизни и почти не принимали гостей, не устраивали балов, охот или карточных игр и не посещали их. Иван Фёдорович не переносил поверхностных знакомств, а также не пил и не курил.

### «Атлас Южного моря»

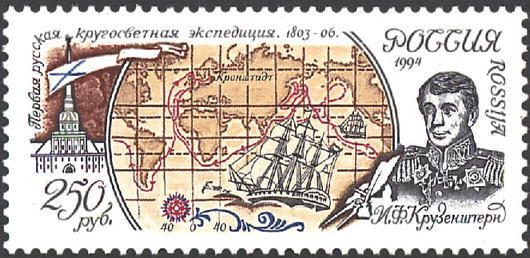
Почтовая марка России 1994 года, посвящённая Первой русской кругосветной экспедиции, с портретом И. Ф. Крузенштерна

В 1819 году Крузенштерн направил министру де Траверсе составленную им карту Каролинского архипелага и временно был вызван из отпуска для решения вопроса о наилучшем способе доставки строевого леса из Казани в Петербург. Осенью следующего года капитан представил в Адмиралтейский департамент «Исследования, касающиеся до гидрографии великих океанов и служащие объяснением меркаторской карте всего света». Этот сводный гидрографический атлас Крузенштерн начал составлять после возвращения из Англии, стремясь обобщить все новейшие открытия. Русское военно-морское ведомство трудом не заинтересовалось, и в итоге он был издан в Лейпциге и упрочил европейскую славу мореплавателя. К 1821 года было завершено составление карт Тихого океана для атласа, призванного «содействовать безопасности мореплавания и расширению географических знаний о Тихом океане», поскольку автор на собственном опыте убедился в несовершенстве имеющихся пособий; имевшиеся у него карты Эрроусмита и Эспинозы были чрезмерно мелкого масштаба, содержали путаницу в географических наименованиях, а также множество «островов-призраков». Положительную рецензию дал В. М. Головнин, который подчёркивал и сугубо практическую пользу труда для русских мореходов, не владеющих иностранными языками. Генерал-гидрограф Сарычев также считал печатание атласа насущным и необходимым. Адмиралтейский департамент постановил напечатать атлас в количестве 300 экземпляров, но при этом печатание крупномасштабных («частных») карт было признано ненужным, как и приложения с источниками проделанного труда. Крузенштерн (через директора Царскосельского лицея Е. А. Энгельгардта) обратился в генеральный штаб с просьбой перевести его в Депо карт, но вновь получил отказ.
В 1821 году было основано первое в мире географическое общество в Париже, поводом для этого стало возвращение кругосветной экспедиции Фрейсине. В собрании Парижского географического общества 4 декабря 1825 года было прочитано послание Крузенштерна с отчётом о его собственных открытиях; вероятно, это могло подтолкнуть капитана к идее создания подобного общества и в России. Крузенштерн был также избран почётным членом Института Франции и Гёттингенской академии наук.
В 1822 году из-за болезни де Траверсе руководство флотом перешло к адмиралу А. В. Моллеру, который некогда занимался гидрографическим описанием Каспийского моря. Иван Фёдорович по совету Энгельгардта обратился к нему, причём в обращении он описывал свой труд не как отвергнутый Адмиралтейством, а как новый и перспективный проект. Адмирал вызвал капитана в Петербург и ознакомился с эскизами 32 карт, после чего напрямую обратился к императору с прошением отпечатать 100 экземпляров «Атласа Южного моря». 12 февраля 1822 года разрешение было дано и доведено до сведения Адмиралтейского департамента 17 февраля. Крузенштерн был возвращён на службу для контроля над изданием. 15 июня 1822 года он ходатайствовал об ассигновании 1000 рублей на медные панели для гравировки карт. Эту сумму Адмиралтейство увеличило вдвое, однако денег всё равно не хватило, и 17 ноября последовало повторное прошение уже на сумму 4000 рублей. Прошение было удовлетворено. Кроме того, 10 февраля 1823 года Крузенштерн высказал мысль, что, по крайней мере, 50 экземпляров «Атласа» следовало бы издать во французском переводе. Уже через четыре дня через начальника морского штаба были переданы императорское дозволение и 2500 рублей для осуществления предприятия. Кроме того, вместе с В. М. Головниным и Ф. Ф. Беллинсгаузеном, Крузенштерн был определён членом Адмиралтейского департамента. Первая часть «Атласа Южного моря» была представлена А. В. Моллеру 5 февраля 1824 года. Через полгода было выпущено и французское издание. За создание атласа капитан был награждён орденом Св. Владимира второй степени. Наконец, в 1826 году вышло в свет «Собрание сочинений служащих разбором и изъяснением Атласа Южного моря» и его французский перевод («Recueil. des memoires hydrographiques…»).
Атлас включал 34 карты, и первая его часть была посвящена островам и архипелагам Тихого океана, лежащим в Южном полушарии; исследованным самим Крузенштерном, Коцебу, Беллинсгаузеном, Литке, и другими. Все карты были составлены в одном крупном масштабе, в «изъяснении и разборе» сообщалась история открытия соответствующего острова, архипелага или побережья, общая физико-географическая характеристика объекта, географическое положение наиболее важных пунктов, сведения о мореплавателях, которые вели исследования. Особое внимание Крузенштерн уделял разночтениям с эталонными картами Эрроусмита и Эспинозы. Вторая часть атласа была посвящена Северному полушарию, особо выделялась карта Японии. В состав «Собрания
сочинений, служащих разбором и изъяснением Атласа Южного моря» Крузенштерном было включено несколько научных работ, посвящённых особенностям гидрологического и метеорологического режимов океана. Наиболее важной из них В. М. Пасецкий называл исследование «О ветрах и течениях в Южном море». В этой работе был представлен анализ ветров и течений в Беринговом проливе, у берегов Камчатки, Курильских островов, восточных берегов Японии и Китая, Татарском заливе (проливе), Охотском и Японском морях.
В 1836 году было опубликовано «Дополнение» к атласу Крузенштерна, за которое исследователь был награждён полной Демидовской премией — высшей наградой Российской империи за научные достижения. Мореплаватель отказался от денежной части премии (5000 рублей), но был вознаграждён бриллиантовым перстнем от императора и командорским крестом ордена Белого сокола герцогства Саксен-Веймарского.

## Морской корпус и отставка (1827—1846)

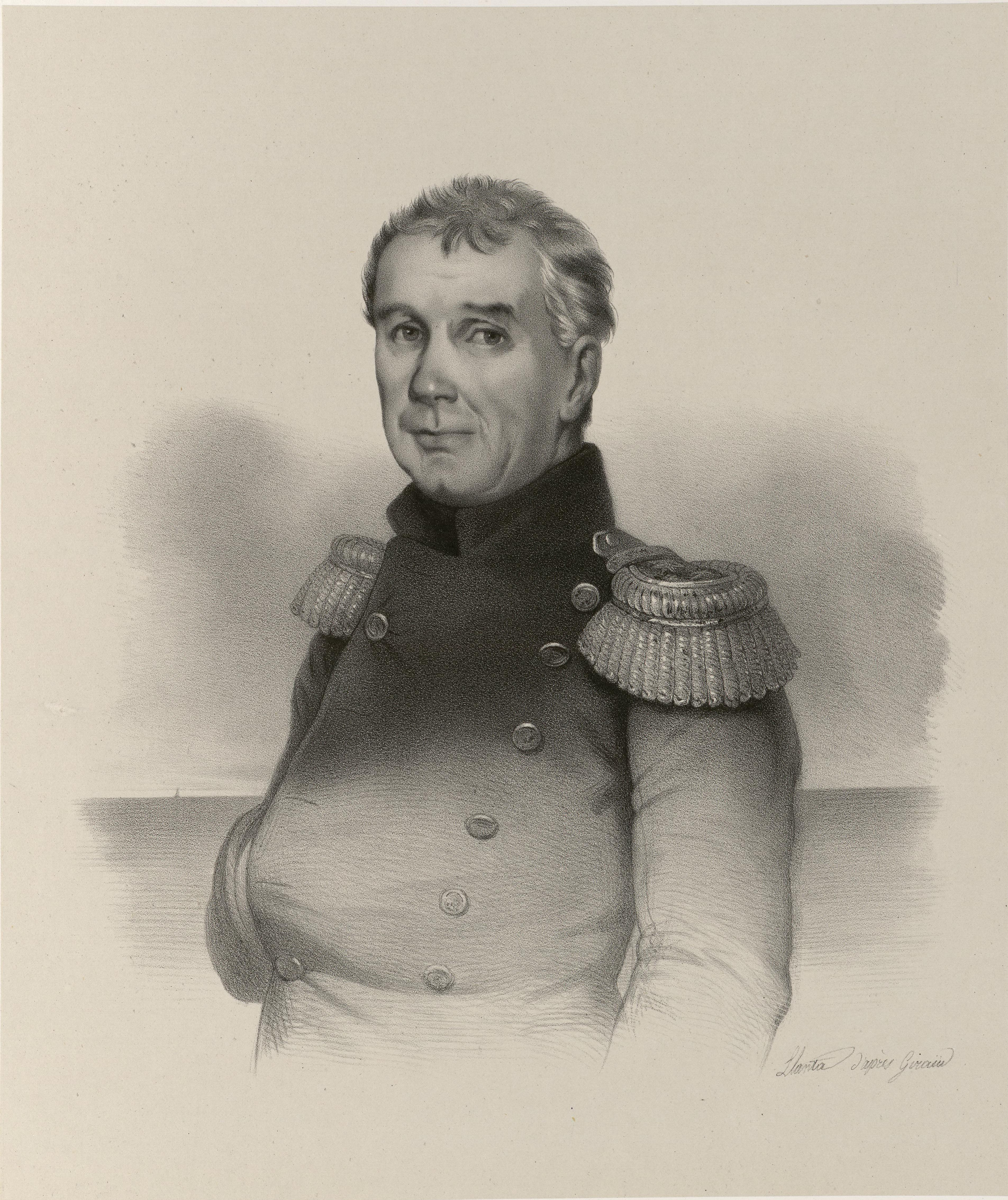
Портрет И. Ф. Крузенштерна в последние годы жизни

### Реформы в Морском корпусе
14 декабря 1827 году Крузенштерн официально был назначен директором Морского кадетского корпуса; ранее — в августе — он сделался и членом Адмиралтейств-совета и непременным членом Учёного комитета морского министерства, числился в составе Гвардейского экипажа. Фактически он руководил кадетским корпусом с января 1826 года. Параллельно Академия наук предложила ему кафедру морской географии и навигации, но мореплаватель отдал предпочтение Морскому корпусу. Помимо заседаний Адмиралтейств-совета, проводимых четырежды в неделю, Крузенштерн являлся членом Главного правления училищ и комитета по реорганизации военно-учебных заведений. Приняв высшее военно-морское училище в весьма расстроенном виде, Иван Фёдорович сообщал Горнеру, что в первую очередь озабочен вопросами дисциплины и нравственности. Император лично контролировал обстановку и несколько раз посещал кадетский корпус, что Крузенштерн рассматривал как существенную поддержку начатых им реформ. Были заменены 10 преподавателей, приглашены профессора университета и Академии наук, введены новые предметы и закуплены учебные пособия, в том числе модели судов, карты, навигационные и научные приборы. Директор корпуса следил за всеми мелочами: ежедневно посещал классные комнаты и дортуары, лазарет, в буквальном смысле знал нужды каждого воспитанника. Обслуживанием кадетов и хозяйства занималось более 300 человек, для семей которых были на территории Морского корпуса построены жилые дома, школа и лазарет. Крузенштерн даже заботился об эстетике, поскольку считал, что в «мальчиках нужно пробуждать чувство прекрасного», поэтому «безобразные и безвкусные» помещения и мебель не терпел так же, как и грязное бельё. Ещё до официального назначения Ивана Фёдоровича, в январе 1827 года, в корпусе открылся офицерский класс с двухгодичным курсом для особо одарённых кадетов. В программу входили теория судостроения, артиллерийская наука, высшая математика, военно-морская тактика, русская литература и иностранные языки. После окончания повышенного класса кадеты досрочно получали лейтенантский чин. В первые месяцы после открытия император посещал офицерский класс еженедельно и ввёл в программу ежедневный час строевой подготовки.

### Частная жизнь и семья в 1830-е годы

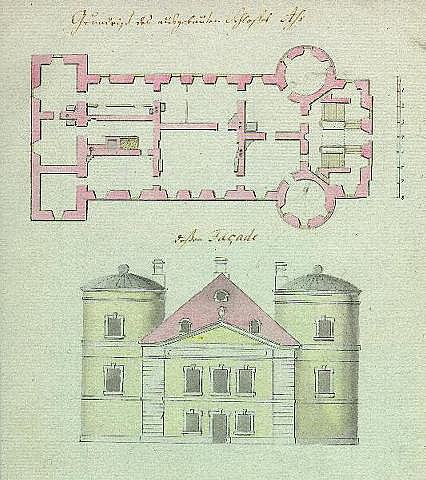
План и фасад усадьбы Крузенштерна из труда Бротце «Sammlung verschiedner Liefländischer Monumente…»

Директорство было тяжёлым испытанием для Крузенштерна во всех отношениях. Он не отличался крепким здоровьем, но при этом был обязан по воскресеньям, праздникам, визитам императора и другим случаям участвовать в разводах караулов и других мероприятиях в любую погоду. В августе 1827 года он был поражён сильной «лихорадкой», от которой оправлялся несколько недель. Финансовое положение семьи изменилось мало: смена арендатора в Килтси привела к сокращению доходов на 3000 рублей в год, что едва компенсировалось жалованьем директора (4000 рублей в год); кроме того, Ивану Фёдоровичу не полагалось вознаграждения за членство в Адмиралтейств-совете. Император в феврале 1828 года пожаловал ему дополнительно аренду в 2000 рублей годовых. С января того же года семейство адмирала квартировало в служебной квартире в здании Морского корпуса; на его территории имелся гостевой домик, в котором Иван Фёдорович принимал гостей и жил летом, если только не уезжал в Эстляндию. С родителями в тот период жили только сын Александр, служивший в министерстве иностранных дел, и дочери Шарлотта и Юлия. Для дочерей, слабых здоровьем, на лето снимали дачу в Павловске. Шарлотту, кроме того, отдали в дневные классы английского пансиона, располагавшегося рядом с кадетским корпусом. Постоянный круг общения семьи включал семейство адмирала Грейга, астронома Струве, пастора Муральта и поэта Клингера. Клингер, который дослужился до попечителя Дерптского учебного округа, покровительствовал Крузенштерну, кроме того, мореплавателя привлекали его руссоистские педагогические теории.
В течение 1829 года Крузенштерн был удостоен ордена Святой Анны 1-й степени (апрель) и в декабре повышен в чине до вице-адмирала. Этому способствовали и летние манёвры лучших выпускников корпуса в Кронштадте. Директор командовал эскадрой, в которую входили 24-пушечные фрегаты «Надежда» (капитан-лейтенант Давыдов) и «Урания» (капитан-лейтенант Барташевич), принадлежавшие Морскому кадетскому корпусу. Также ему в подчинение адмирал Сенявин отдал отряд Гвардейского корпуса в составе 14-пушечных галиотов «Паллада» (лейтенант Шапенков), «Торнео» (лейтенант Лермантов); 12-пушечных яхт «Нева» (лейтенант Нарманский), «Голубка» (лейтенант Вукотич); 14-пушечного брига «Пожарский» (лейтенант Сафьяно) и 8-пушечной шхуны «Опыт» (прапорщик Суботин). Однако в марте того же года Крузенштерн пережил тяжёлый приступ астении и был отправлен до августа в отпуск, во время которого полностью восстановился. Тем не менее, здоровье мореплавателя стало неуклонно ухудшаться. Он всё чаще проводил время в Килтси, которое из-за постоянной смены арендаторов почти разорилось. В 1832 году Крузенштерн взял хозяйство в собственные руки, и имение впервые за 15 лет сделалось доходным, что сказывалось и на настроении его владельца. Он даже перестроил усадебный корпус и добавил кузницу, расширил озеро и обустроил декоративный остров «Нукагива». Впрочем, в 1833 и 1834 года основное время Крузенштера проходило в Морском корпусе и при дворе; в переписке с женой и сыновьями он описывал, что приглашения к Кутузову или Канкрину были практически обязанностью. Ранее, 28 мая 1832 года, вице-адмирал был приглашён к наследнику цесаревичу для воспоминаний о кругосветном плавании; в 1834 году тот лично посетил Морской корпус. Иван и Юлия Крузенштерны давали и собственные приёмы и журфиксы (во время последних можно было пообщаться с хозяином лично). Сохранились сведения о званых обедах в честь Грейга, Струве и даже В. А. Жуковского — воспитателя цесаревича. 22 августа 1831 года Крузенштерну был пожалован знак отличия беспорочной службы за XL лет.

### Дальнейшая служба и отставка
В 1830-е годы Крузенштерн был ещё трижды награждён — императорской короной к полученному ранее ордену Святой Анны 1-й степени (7 ноября 1832), орденами Белого орла (30 августа 1834) и Святого Александра Невского (2 апреля 1838), но отказался от графского титула. Взамен он получил дополнение герба — со включением в него Андреевского флага. Теодор Бернгарди отмечал, что Крузенштерн, хотя и был патриотом Российской империи и искренним монархистом (с Николаем I его связывали тёплые личные отношения), России как таковой не знал, не принимал её порядков и образа жизни, не бывал дальше Петербурга и откровенно заявлял, что никогда не смог бы жить в Москве. Круг его личных знакомств и дружеских отношений ограничивался почти исключительно немцами. При этом он высоко оценивал качества русских простолюдинов и матросов. Не являясь политиком по призванию, Крузенштерн не предусмотрел подготовки своего преемника на посту директора Морского корпуса. В 1835 году его помощником был назначен Н. Римский-Корсаков, который со временем всё больше директорских обязанностей замыкал на себя. 21 января 1839 года было торжественно отпраздновано 50-летие морского служения Крузенштерна, среди 400 приглашённых выделялись председатель Государственного совета князь Васильчиков и военный министр Чернышёв. Был зачитан императорский указ о заслугах Крузенштерна и вручены алмазные знаки к ордену Святого Александра Невского, отчеканены памятные монеты с профилем вице-адмирала. Выступали даже рядовые участники путешествия Крузенштерна — его денщик Тарас Гледианов и матрос Клим Григорьев. Был выпущен юбилейный номер «Северной пчелы» с большой обзорной статьёй Карла Бэра. Для родственников Крузенштерна разочарованием оказалось то, что его не повысили до полного адмирала. По разным версиям, причиной этого были или противодействие морского министра Меншикова, или юридическая невозможность присвоения адмиральского чина лицу, не состоящему в действующем флоте. Впрочем, Меншиков испытывал к Ивану Фёдоровичу личную неприязнь; со временем нелюбовь Крузенштерна к муштре стала раздражать и государя. 22 августа 1839 года Крузенштерну был пожалован знак отличия беспорочной службы за L лет.
С мая по октябрь 1840 года супруги Крузенштерны и их дочери выехали на воды в Теплиц — первое заграничное путешествие за четверть века. Сохранилась переписка Ивана Фёдоровича с Тилезиусом, которая документирует этот отпуск. На обратном пути семья посетила Мюнхен, Франкфурт, Веймар, Дрезден, Лейпциг и Готу. В Веймаре прославленный мореплаватель был дважды приглашён к великой герцогине Марии Павловне, а в Лейпциге гостил в семействе Тилезиуса. Состоялись и знакомства с Линденау и Ганзеном. По дороге на курорт и домой семья долго жила в Варшаве у сына Александра, который только что женился и служил в дипломатической канцелярии наместника — князя Паскевича-Эриванского. Поездка в Теплиц потребовала кредита в 10 000 рублей, поскольку по своему служебному положению Крузенштерн был обязан пользоваться транспортом и постоялыми дворами определённого класса. Императорским указом от 31 марта 1841 года вице-адмирал получал на 12 лет выплаты в сумме 5272 рубля годовых. Наконец, 16 апреля того же года он получил чин полного адмирала по старшинству. Здоровье его ухудшалось: летом 1842 года он пробовал водолечение в Гельсингфорсе и, наконец, подал прошение об отставке. Сделал это он не по своей воле и обвинял князя Меншикова как в своём уходе с поста директора, так и том, что не был избран в Государственный совет, и даже изложил свои претензии в неопубликованном мемуаре.

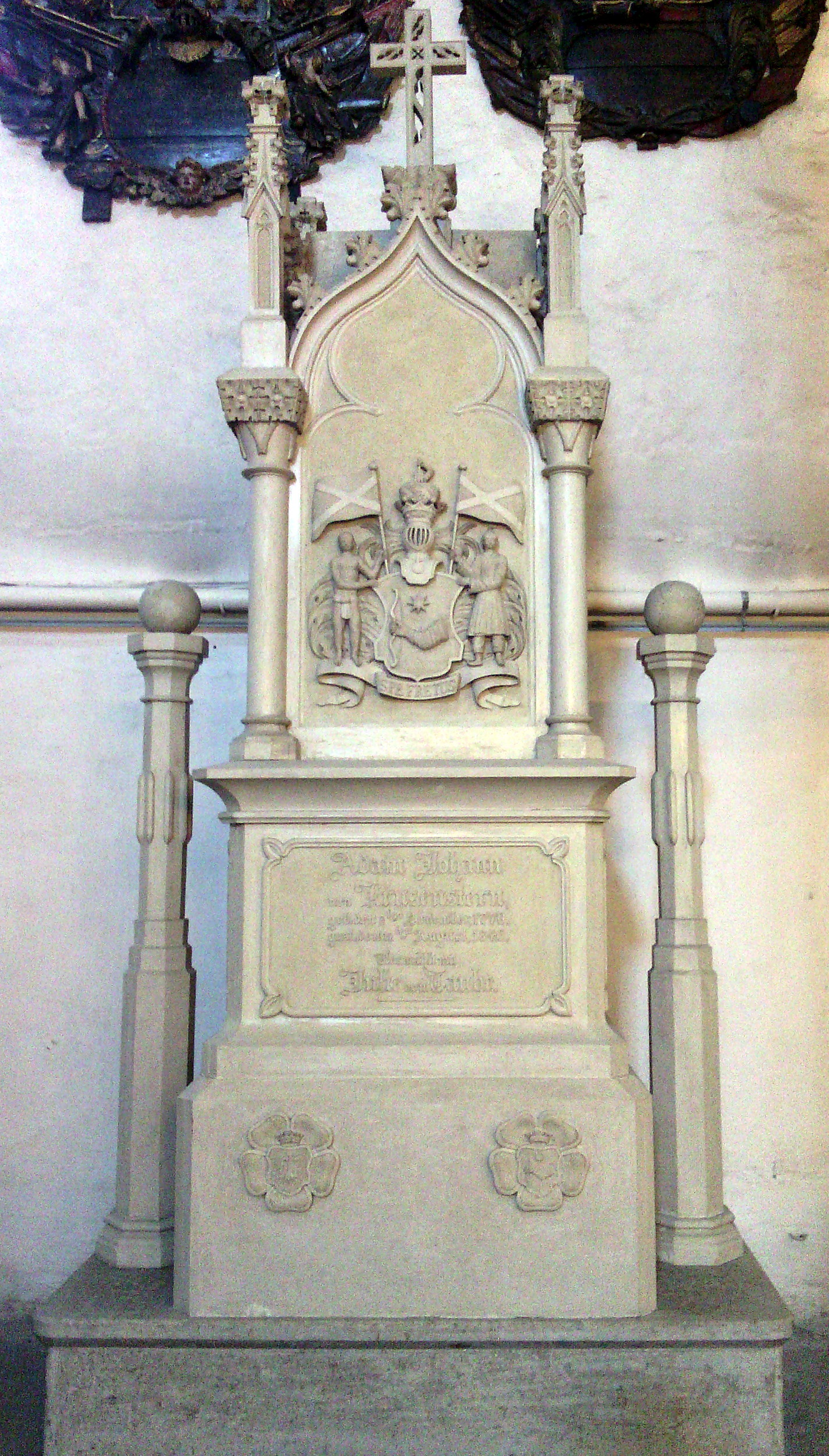
Надгробие в Домском соборе, Таллин

После отставки с должности директора Морского кадетского корпуса, 14 октября 1842 года Крузенштерн был удостоен звания адмирала, состоящего при Особе Его Величества. Являлся почётным членом Московского университета (1828). Входил в состав Главного штаба Его Императорского Величества и Главного морского штаба Его Императорского Величества, оставался членом Главного правления училищ Министерства народного просвещения, членом Совета военно-учебных заведений, вверенных особенному управлению. В последние годы жизни являлся первым по старшинству вступления почётным членом Императорской академии наук. По предложению канцлера ордена Pour le Mérite Александра фон Гумбольдта Крузенштерн 31 мая 1842 года был удостоен членства в его только что учреждённом гражданском дивизионе. Последней наградой адмиралу стал знак отличия беспорочной службы за LV лет, полученный им 22 августа 1845 года. В октябре 1845 года адмирал стал соучредителем Русского географического общества.

### Кончина. Судьба семьи
В мае 1845 года по пути в имение Килтси адмирала поразил инсульт. До июля его не решались перевозить, — настолько серьёзным было положение, — но далее всё-таки доставили в поместье. К сентябрю восстановилась речь, однако из-за тяжёлых приступов кашля Крузенштерн с трудом пережил зиму. Его жена Юлия писала сыну Павлу в мае следующего, 1846 года, что весь год болезни превратился для Ивана Фёдоровича в «непрерывное угасание». Поскольку он не мог больше подниматься по лестнице, в мае 1846 года ему устроили балкон, ведущий прямо в сад. В августе последовал повторный инсульт, и, после двух дней беспамятства, утром 24 августа 1846 года Иван Фёдорович скончался.
Полагание тел в Домском соборе Ревеля было запрещено с 1773 года, но для Адама Иоганна фон Крузенштерна было сделано исключение. По специальному разрешению императора было организовано строительство гробницы (напротив главного входа рядом со склепом адмирала Грейга), из-за чего погребение состоялось только 18 октября 1846 года. Гроб был обтянут чёрным бархатом с серебряными галунами, была помещена надпись с евангельской цитатой Мф. 5:8: «Блаженны чистые сердцем, ибо они Бога узрят», и возложены адмиральская шляпа и шпага. На Ратушной площади было выстроено две тысячи военных моряков. За день до похорон дочь Шарлотта Крузенштерн (1818—1881) вышла замуж за Теодора Бернгарди, с которым была обручена уже давно и должна была выйти замуж 19 августа, но торжество сорвалось из-за болезни отца..
Вдова — Юлия Крузенштерн — скончалась от удара 2 марта 1849 года в своём имении и была погребена в Домском соборе рядом с мужем. После её кончины (или, по другой версии, в 1848 году) было установлено неоготическое надгробие, созданное ревельским каменотёсом Экснером. Старший сын Отто Николай, не имевший потомства, в 1854 году был назначен орловским губернатором, а в 1856 году был переведён градоначальником Одессы. В своём имении Завалино во Владимирской губернии он создал частный музей своего отца, не переживший Октябрьской революции. Александр Крузенштерн смог сделать карьеру дипломата, управлял дипломатической канцелярией Царства Польского в Варшаве, дослужился до тайного советника. Сын Павел по примеру отца сделал карьеру мореплавателя, в 1826—1829 годах совершил кругосветное плавание под командованием капитан-лейтенанта Ф. П. Литке на шлюпе «Сенявин», а его собственный сын Павел Павлович — внук Крузенштерна — участвовал в арктическом походе на ледоколе «Ермак». Пра-пра-пра-правнук И. Ф. Крузенштерна по линии младшего сына, Александр Прищепов, совершил кругосветное плавание юнгой на барке «Крузенштерн» в 1995—1996 годах, по состоянию на 2021 год занимал должность доцента по кафедре географии и природных ресурсов Университета Копенгагена.

## Награды

### Российские
- Орден Святого Георгия 4-й степени (26 ноября 1803)
- Орден Святой Анны 2-й степени (29 апреля 1805)
- Орден Святого Владимира 3-й степени (30 августа 1806)
- Орден Святого Владимира 2-й степени (16 июня 1826)
- Орден Святой Анны 1-й степени (13 апреля 1829)
- Императорская корона к ордену Святой Анны 1-й степени (7 ноября 1832)
- Орден Белого орла (30 августа 1834)
- Орден Святого Александра Невского (2 апреля 1838)
- Бриллиантовые знаки к ордену Святого Александра Невского (21 января 1839)

### Иностранные
- Прусский орден Красного орла  (1810)[164]
- Саксен-Веймарский орден Белого сокола, командорский крест (1836)
- Прусский орден Pour le Merite (1842)

## Память

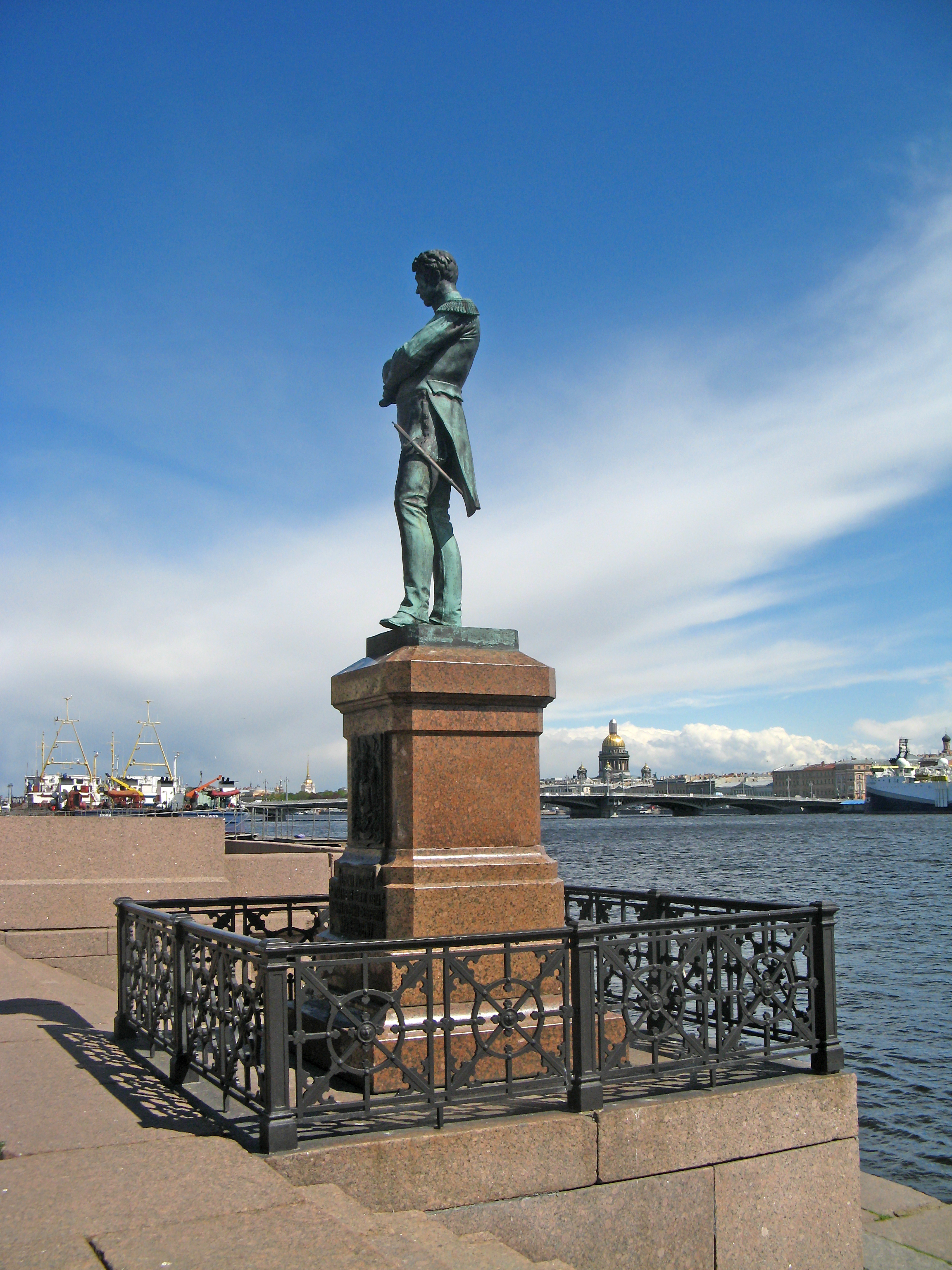
Памятник Крузенштерну в Санкт-Петербурге

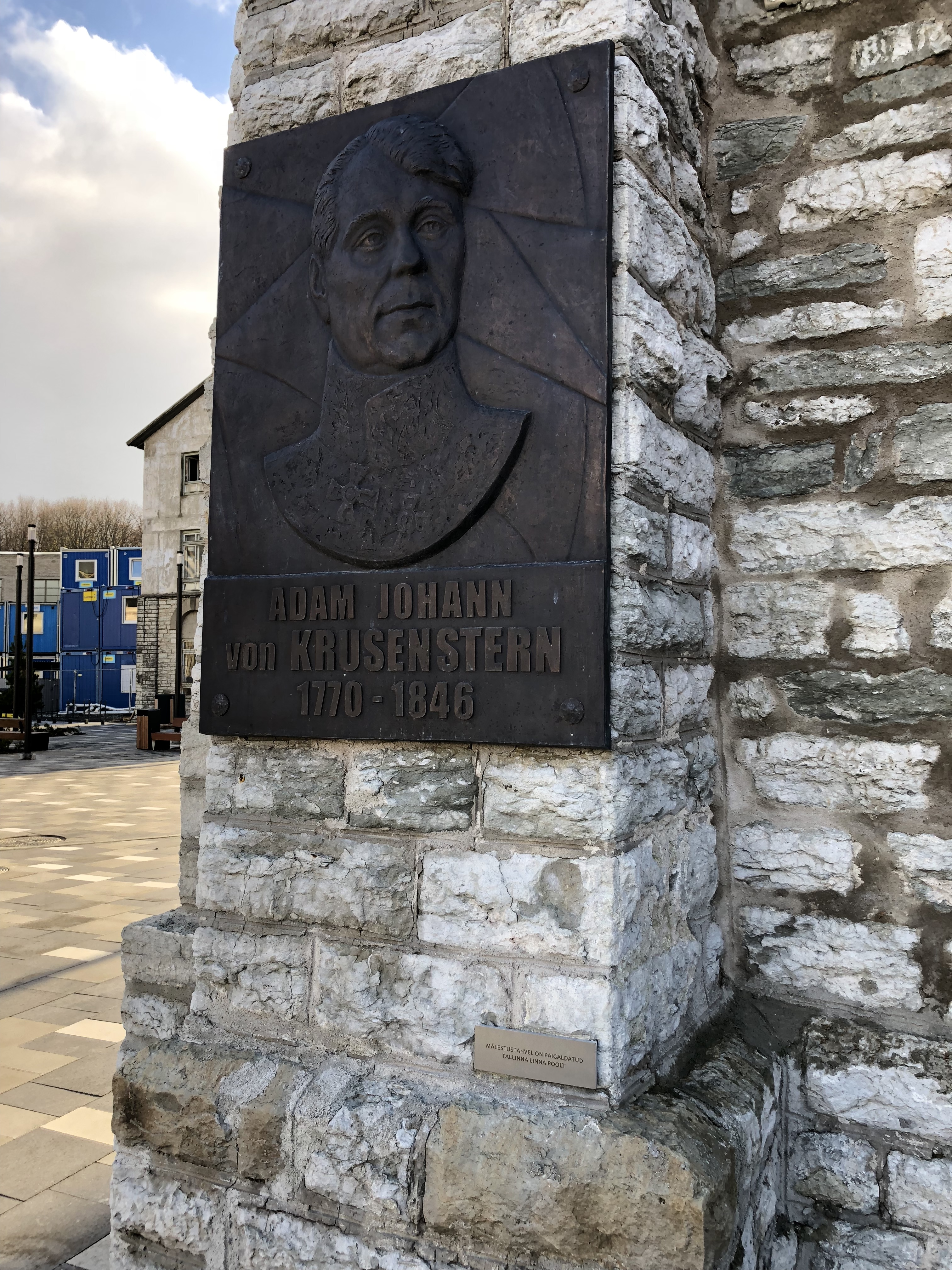
Барельеф на площади Крузенштерна в Таллине

Кончина Крузенштерна в 1846 году вызвала большой резонанс в Европе, некрологи разместили самые разные периодические издания. Среди многочисленных эпитафий выделялись написанные Фридрихом Августом Шмидтом (в «Новом немецком некрологе») и Тилезиусом. Память о Крузенштерне сохранялась ещё долго: в 1856 году его биографию, написанную зятем Бернгарди и переведённую дочерью Шарлоттой на английский язык, издал сэр Джон Росс, посвятив Королевскому географическому обществу. В России ученики Крузенштерна на свои средства в день его 100-летия заложили бронзовый памятник у здания Морского корпуса (проект скульптора И. Н. Шредера и архитектора И. А. Монигетти), открытый 6 ноября 1873 года. «Переоткрытие» Ивана Фёдоровича состоялось в 1950 году, после переиздания описания его кругосветного плавания, но в СССР не педалировалось его немецкое происхождение. Полный английский вариант описания путешествия Крузенштерна был переиздан в 1968 году в Амстердаме. В ГДР сокращённая версия немецкого текста была напечатана в 1985 году «Брокгаузом»; в 1986 году она увидела свет в Кёльне и Вене. К 200-летию Крузенштерна были открыты бюст в Южно-Сахалинске и мемориальная доска в Хагуди (Эстония) на стене дома, где он появился на свет (в 1990 году там были проведены работы по консервации постройки) а также памятный камень, и мемориальная доска в Килтси, на стене школы. В 2014 году в честь Крузенштерна была названа площадь в таллинском районе Пыхья-Таллинн, обозначенная памяткой доской с барельефом.

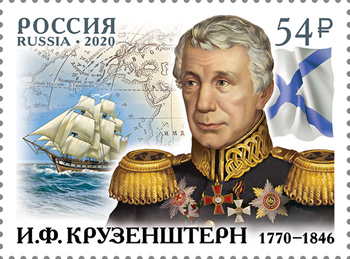
Почтовая марка России, 2020 год. 250 лет со дня рождения И. Ф. Крузенштерна (1770—1846), мореплавателя

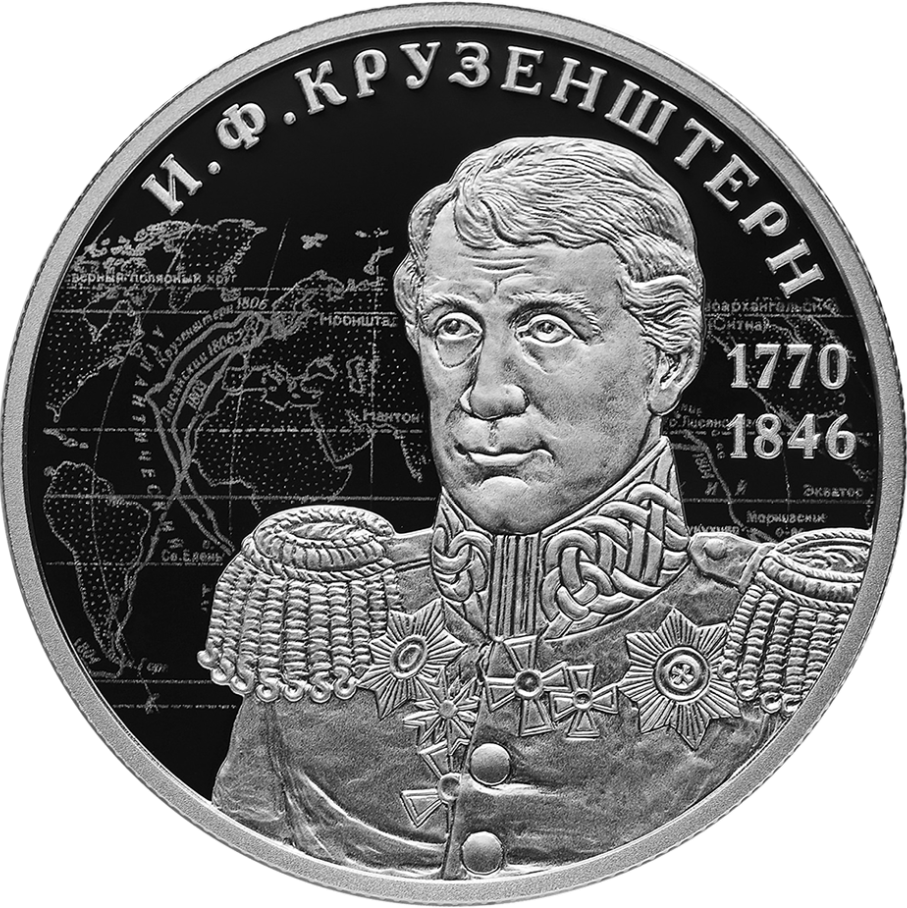
Монета Банка России, мореплаватель И. Ф. Крузенштерн, к 250-летию со дня рождения (19.11.1770). 2 рубля, серебро, реверс, пруф

В честь мореплавателя в общей сложности названы 17 биологических, географических и астрономических объектов, в том числе: мысы на Аляске, в Канаде и на Курильской гряде (Парамушир), пролив Крузенштерна, остров Крузенштерна, риф Крузенштерна, лунный кратер, бабочка и тропическое растение. В честь Юлии Крузенштерн (урождённой Таубе) в 1804 году назван остров Юлия (ныне Кутиноэрабу: Восточно-Китайское море, архипелаг Осуми, 30°27′ с. ш., 130°14′ в. д.). Во второй половине XX века имени Крузенштерна удостоились трофейный парусный барк и ледокол, а также океанографическое исследовательское судно проекта 852 «Иван Крузенштерн».
Плавание Крузенштерна и Лисянского стало и предметом художественного осмысления в детской литературе. В 1930 году Николай Чуковский опубликовал повесть «Иван Крузенштерн и Юрий Лисянский — первые русские капитаны, которые обошли вокруг света», которая в 1941 году вошла в состав книги «Водители фрегатов». События и характеры героев первой русской кругосветки, а также деятельность Крузенштерна — директора Морского корпуса — являются структурообразующими для приключенческого романа Владислава Крапивина «Острова и капитаны» (1984—1987). Фраза из мультфильма «Зима в Простоквашино» «Иван Фёдорович Крузенштерн — человек и пароход» стала крылатой, при этом в контексте действия ни один из главных героев не знает, о ком идёт речь.
В 1993 году Банк России выпустил серию памятных монет, посвящённых первому русскому кругосветному путешествию. Россией, Эстонией, Украиной и островом Св. Елены выпускались почтовые марки, посвящённые И. Крузенштерну и первому русскому кругосветному плаванию.
В декабре 2013 года на экраны телеканала «Россия-1» вышел 4-серийный документальный цикл «„Нева“ и „Надежда“. Первое русское плавание кругом света», автор проекта Михаил Кожухов. Дневники Крузенштерна читал Сергей Горобченко.
В 2003 году Эстония выпустила марку в честь Крузенштерна. 21 октября 2020 года Банком России была выпущена монета, посвящённая 250-летию со дня рождения И. Ф. Крузенштерна. В октябре 2020 года была выпущена почтовая марка, посвящённая 250-летию со дня рождения И. Ф. Крузенштерна.

## Труды Крузенштерна
- Путешествие вокруг света в 1803, 4, 5 и 1806 годах : По повелению его императорского величества Александра Первого, на кораблях «Надежде» и «Неве», под начальством флота капитан-лейтенанта, ныне капитана второго ранга, Крузенштерна, Государственного Адмиралтейского департамента и Императорской Академии наук члена. — СПб. : Морская типография, 1809—1812. — XXV, 379; 471; 453 с.
- Reise um die Welt in den Jahren 1803, 1804, 1805 und 1806 auf Befehl Seiner Kaiserl. Majestät Alexanders des Ersten auf den Schiffen Nadeshda und Newa unter dem Commando des Capitäns von der Kaiserl. Marine A. J. von Krusenstern :  [нем.]. — Berlin : Haude u. Spener, 1811. — XLII, 450 S.
Reise um die Welt in den Jahren 1803, 1804, 1805 und 1806 : mit einem Porträt des Verfassers und 95 Wiedergaben von Kupferstichen aus dem Atlas zur Reise um die Welt, St. Petersburg 1814 :  [нем.] / herausgegeben und kommentiert von P. Werner Lange[нем.]. — Leipzig : Urania, 1985. — 135 S.
- Voyage round the world, in the years 1803, 1804, 1805, & 1806, by order of His Imperial Majesty Alexander the First, on board the ships Nadeshda and Neva, under the command of Captain A. J. von Krusenstern / Tr. from the original German, by Richard Belgrave Hoppner. — London : Printed by C. Roworth for J. Murray, 1813. — Vol. 2 vols. in one. — 314 + 404 p.
Voyage around the world in the years 1803, 1804, 1805 and 1806 : 2 volumes : color illustrations, folded map / Adam J. von Kruzenshtern ; translated from the original German by Richard Belgrave Hoppner. — Amsterdam : Israel, 1968. — (Bibliotheca Australiana, no. 38, 39).
- Собрание сочинений, служащих разбором и изъяснением Атласа Южного моря : Капитан-командором Крузенштерном. — СПб. : В Морской типографии, 1823. — Т. 1. — 432 с.
- Собрание сочинений, служащих разбором и изъяснением Атласа Южнаго моря : Капитан-командором Крузенштерном. — Санктпетербург : В Морской типографии, 1826. — Т. 2. — 504 с.
- Recueil de mémoires hydrographiques pour servir d'analyse et d'explication à l'Atlas de l'océan pacifique : Par le contre-amiral de Krusenstern, directeur du Corps des cadets de la marine :  [фр.]. — Saint-Pétersbourg : De l'Imprimerie du departement de l'instruction publique, 1827. — XI, 478 p.
- Дополнение к изданным в 1826 и 1827 годах объяснениям оснований, послуживших для составления атласа Южного моря: Совокупно с сим атласом сочинения вице-адмирала Крузенштерна : Издание от Учёного комитета Морского министерства. — СПб. : Типография Академии наук, 1836. — VIII, 120, 47 с.
- Крузенштерн И. Ф. Письмо к О. М. Рибасу (на случай войны с Англиею) 5 декабря 1800 г // Русский архив. — 1878. — Вып. 1, кн. 4. — С. 490—493.

### На русском языке
- Белавенец П. И. Крузенштерн, Иван Федорович // Русский биографический словарь : в 25 томах. — СПб.—М., 1896—1918.
- Военная энциклопедия / Под ред. В. Ф. Новицкого, А. В. фон Шварца, В. А. Апушкина, Г. К. фон Шульца. — Париж: Товарищество И. Д. Сытина, 1911. — Т. 13. — С. 318—319.
- Вокруг света с Крузенштерном. Альбом / ст. А. В. Крузенштерн, О. М. Фёдорова. — СПб. : Крига, 2005. — 288 с. — ISBN 5-901805-16-X.
- Невский В. В. Первое путешествие россиян вокруг света. — М. : Географгиз, 1951. — 272 с.
- Крузенштерн Иоганн-Антон // Энциклопедический словарь Брокгауза и Ефрона : в 86 т. (82 т. и 4 доп.). — СПб., 1890—1907.
- Крузенштерн, Эверт фон. Иван Крузенштерн. Мореплаватель, обогнувший Землю / Пер. с нем. О. Калиновской. — М. : Paulsen, 2020. — 304 с. — (Впервые на русском языке). — ISBN 978-5-98797-229-8.
- Орлов А. А. История пребывания экспедиции И. Ф. Крузенштерна в Кантоне в 1805—1806 гг. // Локус: люди, общество, культуры, смыслы. — 2010. — С. 31—41. — ISSN 2500-2988.
- Пасецкий В. М. Иван Фёдорович Крузенштерн. — М. : Наука, 1974. — 176 с. — (Научно-биографическая литература).
- Прищепова Л. А. Из истории рода Крузенштернов :  [рус.] // Немцы в Санкт-Петербурге. — СПб. : Российская академия наук, Музей антропологии и этнографии имени Петра Великого (Кунсткамера), 2008. — № 4. — С. 136—143. — ISBN 978-5-88431-131-2.
- Путевые записки Ю. Ф. Лисянского и И. Ф. Крузенштерна 1793—1800. Предыстория первого путешествия россиян вокруг света / Науч. ред., авт. С. А. Козлов. — М. : Историческая иллюстрация, 2007. — 303 с. — (Русский путешественник эпохи Просвещения). — ISBN 978-5-89566-068-3.
- Ратманов М. И. Первая русская кругосветная экспедиция (1803—1806) в дневниках Макара Ратманова / Ответственный редактор М. Н. Луньковский. — СПб. : Крига, 2015. — 568 с. — ISBN 978-5-901805-81-7.
- Свердлов Л. М. О чём умолчал Крузенштерн. — М. : Наука и жизнь, 2016. — 192 с. — (Библиотека журнала «Наука и жизнь»). — ISBN 978-5-9041-2913-2.

### На других языках
- Bernhardi, Theodor von. Der Weltumsegler Admiral v. Krusenstern // Vermischte Schriften :  [нем.]. — Berlin : Verlag von G. Reimer, 1879. — Bd. 1. — S. 1–56. — 471 S.
- Govor E. Twelve days at Nuku Hiva: Russian encounters and mutiny in the South Pacific. — Honolulu : University of Hawai‘i Press, 2010. — 301 p. — ISBN 978-0-8248-3368-8.
- Krusenstjern, Ewert von. Weltumsegler und Wissenschaftler. Adam Johann von Krusenstern 1770—1846. Ein Lebensbericht :  [нем.]. — Gernsbach : Casimir Katz Verlag, 1991. — 306 S. — ISBN 3925825541.
- Memoir of the celebrated admiral Adam John de Krusenstern: the first Russian circumnavigator :  [англ.] / translated from the German by his daughter Charlotte Bernhardi and edited by John Ross. — London : Longmans, Green, Brown and Longmans, 1856. — ii, 75 p.
- Seppelt E. Adam Johann von Krusenstern : Ein Porträt über den ersten russischen Weltumsegler Anfang des 19. Jahrhunderts :  [нем.]. — Rostock : BS-Verlag-Rostock, 2009. — 138 S. — ISBN 978-3-86785-073-5.